# Liste der Biografien/Wis
Liste der Biografien |
Portal Biografien |
Personensuche
# |
A |
B |
C |
D |
E |
F |
G |
H |
I |
J |
K |
L |
M |
N |
O |
P |
Q |
R |
S |
T |
U |
V |
W |
X |
Y |
Z |
?
 
Wa |
Wc |
Wd |
We |
Wh |
Wi |
Wj |
Wl |
Wn |
Wo |
Wr |
Ws |
Wt |
Wu |
Ww |
Wy |
Wz
 
Wia |
Wib |
Wic |
Wid |
Wie |
Wif |
Wig |
Wih |
Wii |
Wij |
Wik |
Wil |
Wim |
Win |
Wio |
Wip |
Wir |
Wis |
Wit |
Wiv |
Wiw |
Wix |
Wiz
Die Liste der Biografien führt alle Personen auf, die in der deutschsprachigen Wikipedia einen Artikel haben. Dieses ist eine Teilliste mit 482 Einträgen von Personen, deren Namen mit den Buchstaben „Wis“ beginnt.

## Wis
- Wis, Anne (* 1976), deutsches Model und Fernsehschauspielerin
- Wis, Roberto (1908–1987), italienischer Romanist und Lexikograf

### Wisa
- Wisak, Nicolas (* 2004), österreichischer Fußballspieler
- Wisaksono, Vincentius Sutikno (1953–2023), indonesischer Geistlicher, römisch-katholischer Bischof von Surabaya
- Wisanusak Oun-noi (* 1990), thailändischer Fußballspieler
- Wisarut Imura (* 1997), thailändischer Fußballspieler
- Wisarut Pannasri (* 1982), thailändischer Fußballspieler

### Wisb
- Wisbach, Leonhard, Dominikaner und Weihbischof des Bistums Worms sowie Titularbischof von Sudak
- Wisbar, Frank (1899–1967), deutscher Regisseur, Produzent und DrehbuchautorFrank Wisbar (1899–1967)

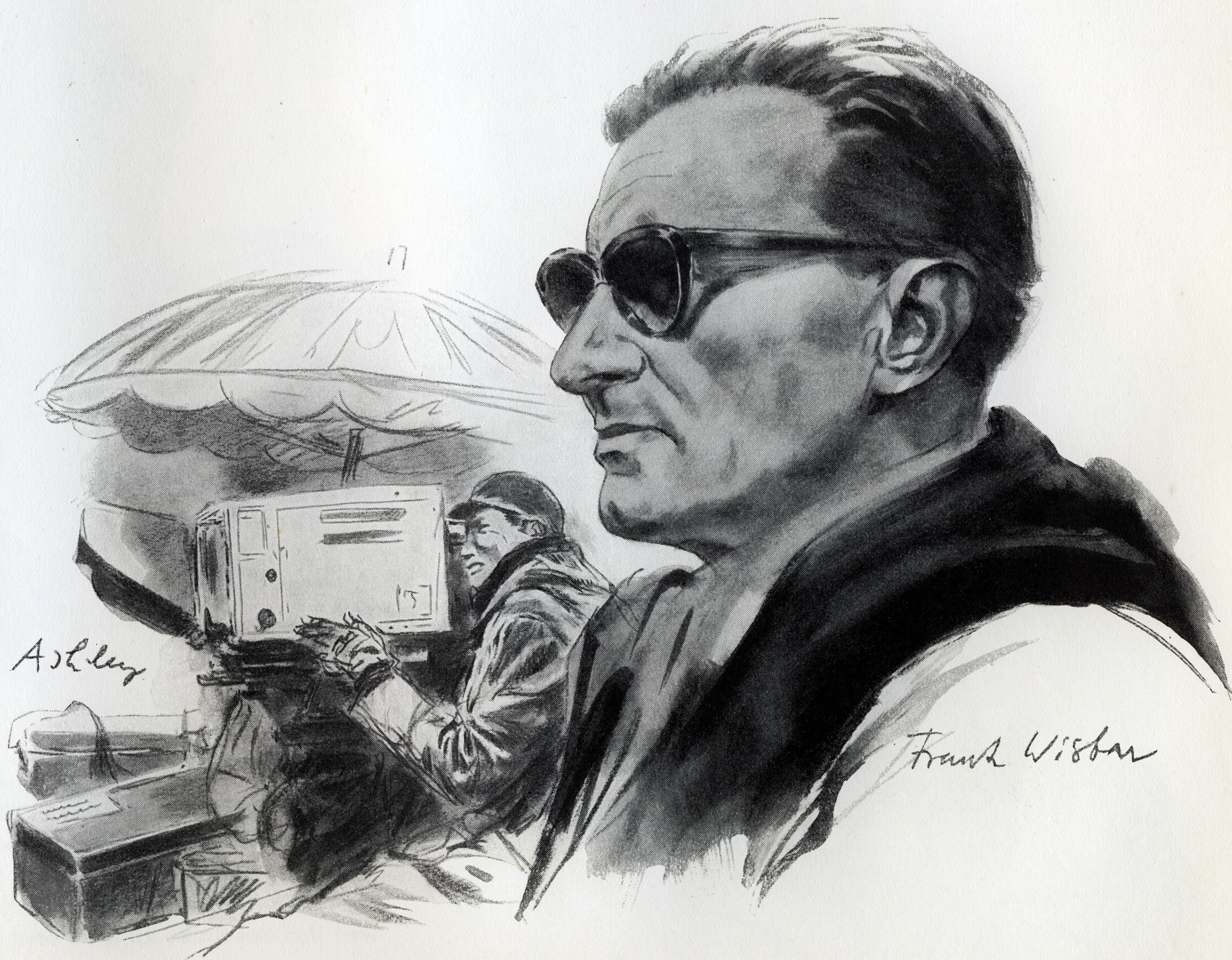
Frank Wisbar (1899–1967)

- Wisbech, Johannes Lundsgaard (1821–1887), dänischer Buchbinder, Buchhändler und Verleger
- Wisbeck, Georg († 1518), Erbkämmerer und Hauptmann des Erzstiftes Salzburg
- Wisbeck, Jörg (1913–2002), deutscher Zeichner, Illustrator, Pressezeichner und Karikaturist
- Wisbeck, Manuela (* 1983), deutsche Schauspielerin
- Wisborg, Fleming Gustav (* 1943), dänischer Radrennfahrer, Weltmeister im Radsport
- Wisborg, Lena (* 1965), schwedische Schauspielerin
- Wisborg, Ole (1925–1978), dänischer Schauspieler
- Wisborg, Tove (1936–1991), dänische Schauspielerin

### Wisc
- Wisch, Clement von der († 1545), Klosterprobst zu Uetersen, Herr auf Hanerau
- Wisch, Johann Caspar von der (1785–1865), hannoverscher Landdrost und Minister
- Wisch, Johann von der, Klosterpropst zu Uetersen, Domherr zu Schleswig
- Wisch, Martin (1896–1972), deutscher NSKK-Brigadeführer
- Wisch, Theodor (1907–1995), deutscher SS-Brigadeführer
- Wisch, Wilhelm (1889–1951), deutscher Politiker (NSDAP), MdR
- Wischak, Maximilian, Schweizer Maler und Glasmaler
- Wischeidt, Paul (* 1944), deutscher Fechter
- Wischer, Alexander (1823–1904), preußischer Generalmajor und Inspekteur der 8. Festungsinspektion
- Wischer, Beate (* 1969), deutsche Erziehungswissenschaftlerin
- Wischer, Christine (1944–2025), deutsche Politikerin (SPD), MdBB
- Wischer, Fritz (1869–1949), deutscher Schriftsteller niederdeutscher Sprache
- Wischer, Gerhard (1903–1950), deutscher Psychiater und Euthanasietäter
- Wischer, Helga (1932–2020), deutsche Sportanglerin
- Wischer, Ilse (* 1959), deutsche Linguistin und Hochschullehrerin
- Wischer, Max (1873–1950), deutscher Kleintierzüchter, Verbandsfunktionär und Fachbuchautor
- Wischer, Robert (1930–2007), deutscher Architekt und Hochschullehrer
- Wischer, Ulrike (1959–2016), deutsche Journalistin und Fernsehmoderatorin
- Wischermann, Barbara (* 1944), deutsche Politikerin (CDU), MdL
- Wischermann, Clemens (* 1949), deutscher Historiker
- Wischermann, Else Maria (* 1955), deutsche Historikerin und Bibliothekarin
- Wischermann, Ulla (* 1952), deutsche Soziologin mit dem Schwerpunkt Geschlechterforschung
- Wischeropp, Elisabeth (* 1961), deutsche Künstlerin und Bildhauerin
- Wischeropp, Oskar (1882–1956), deutscher Politiker (KPD/Leninbund), Widerstandskämpfer
- Wischhöfer, Bettina (* 1961), deutsche Archivarin und Historikerin
- Wischhusen, Lencke (* 1985), deutsche Unternehmerin und Politikerin (FDP)Lencke Wischhusen (* 1985)

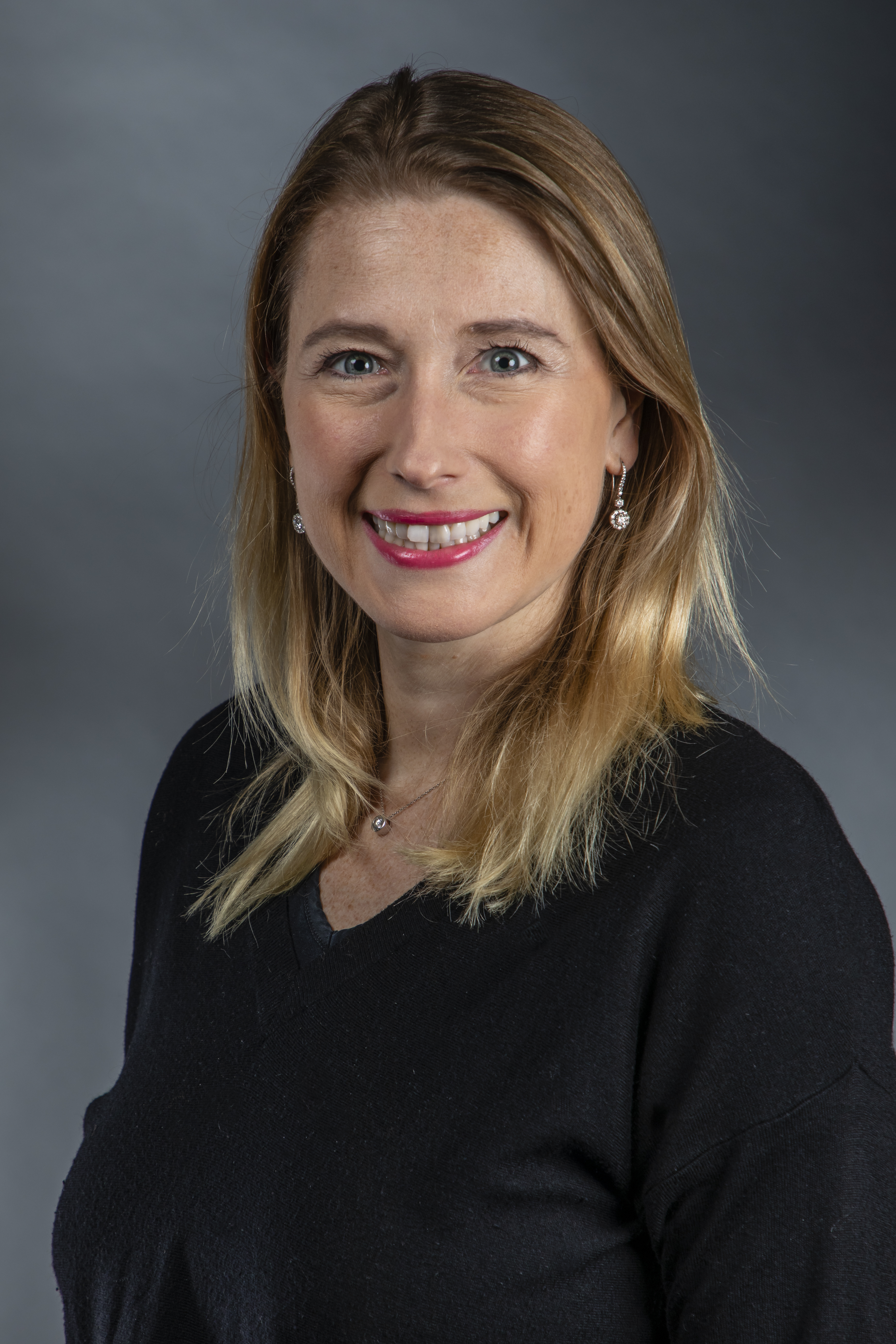
Lencke Wischhusen (* 1985)

- Wischke, Karl (1872–1943), deutscher Architekt, Dozent, Maler und Zeichner
- Wischljow, Oleg Wiktorowitsch (* 1954), russischer Historiker und Journalist
- Wischmann, Adolf (1908–1983), evangelisch-lutherischer Theologe, Leiter der Außenamts der Evangelischen Kirche in Deutschland
- Wischmann, Anke (* 1980), deutsche Pädagogin
- Wischmann, Antje (* 1963), deutsche Literaturwissenschaftlerin und Skandinavistin
- Wischmann, Berno (1910–2001), deutscher Leichtathlet, Hochschullehrer sowie Funktionär im Deutschen Leichtathletik-Verband
- Wischmann, Claus (* 1966), deutscher Regisseur und Produzent von Dokumentarfilmen
- Wischmann, Cord († 1857), deutscher Tischlermeister und Politiker, MdBB
- Wischmann, Friedrich (1894–1945), deutscher Philologe und Bühnenautor
- Wischmann, Marianne (1921–2009), deutsche Filmschauspielerin und Synchronsprecherin
- Wischmeier, Jörg (1935–2012), deutscher Dreispringer
- Wischmeyer, Dietmar (* 1957), deutscher Autor, Kolumnist und SatirikerDietmar Wischmeyer (* 1957)

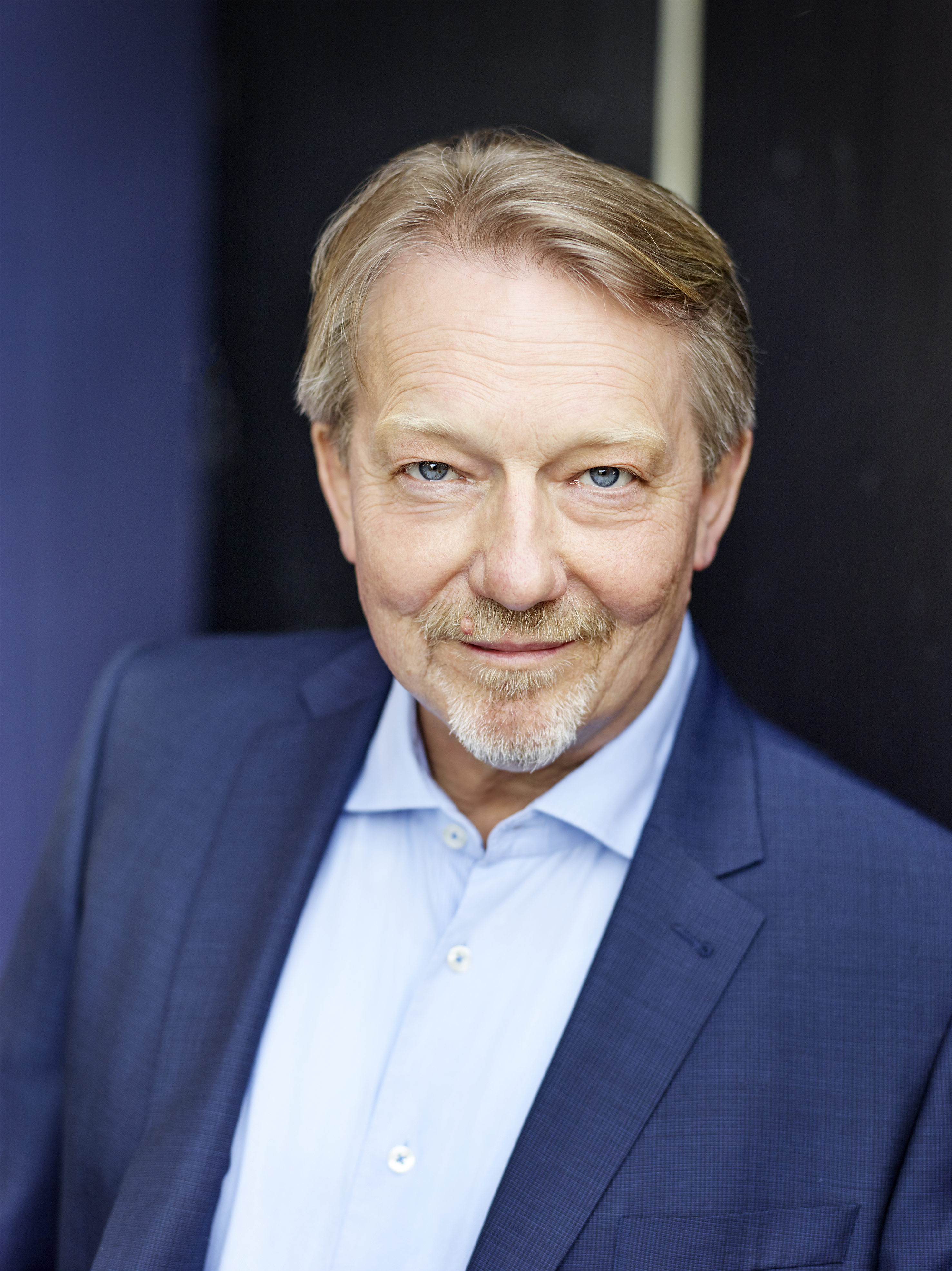
Dietmar Wischmeyer (* 1957)

- Wischmeyer, Oda (* 1944), evangelische Theologin, Neutestamentlerin
- Wischmeyer, Thomas (* 1983), deutscher Jurist
- Wischmeyer, Wolfgang (1944–2025), deutscher evangelischer Theologe
- Wischnat, Hermann (1936–2018), deutscher Lyriker und Pädagoge
- Wischnauski, Jörg (* 1980), deutscher Schauspieler
- Wischner, Claus (1935–2013), deutscher Politiker (CDU) und Staatssekretär, MdA
- Wischnewezka, Rajna (1589–1619), ukrainische Mäzenin
- Wischnewskaja, Galina Pawlowna (1926–2012), russische Opernsängerin (lyrischer bis dramatischer Sopran)
- Wischnewskaja, Inna Ljuzianowna (1925–2018), sowjetische bzw. russische Literaturwissenschaftlerin und Hochschullehrerin
- Wischnewskaja-Scheporenko, Galina (* 1994), kasachische Biathletin
- Wischnewski, Alexander Alexandrowitsch (1906–1975), sowjetischer Chirurg
- Wischnewski, Anke (* 1978), deutsche Rennrodlerin
- Wischnewski, Dmitri Olegowitsch (* 1990), russischer Eishockeyspieler
- Wischnewski, Erik (* 1952), deutscher Astrophysiker und Buchautor
- Wischnewski, Gerd (* 1930), deutscher Kampfkunstlehrer
- Wischnewski, Hans-Jürgen (1922–2005), deutscher Politiker (SPD), MdB, Bundesminister, MdEPHans-Jürgen Wischnewski (1922–2005)

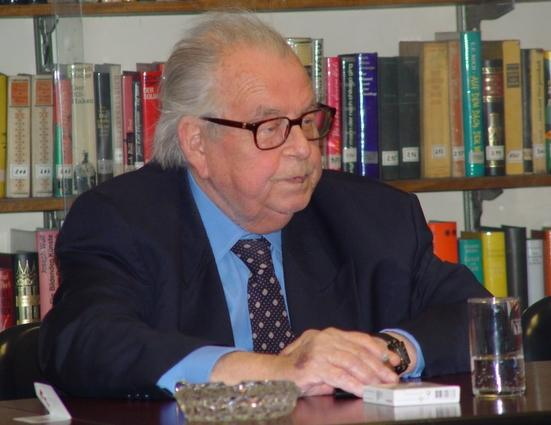
Hans-Jürgen Wischnewski (1922–2005)

- Wischnewski, Inge (1930–2010), deutsche Eiskunstläuferin und Eiskunstlauftrainerin
- Wischnewski, Iwan Sergejewitsch (* 1988), russischer Eishockeyspieler
- Wischnewski, Jens (* 1981), deutscher Filmregisseur, Drehbuchautor und Filmeditor
- Wischnewski, Jost (* 1962), deutscher Bildhauer, Installations- und Medienkünstler
- Wischnewski, Klaus (1928–2003), deutscher Dramaturg
- Wischnewski, Margrit (* 1948), deutsche Pädagogin, Puppenspielerin und Puppengestalterin
- Wischnewski, Patrick (* 1981), deutscher American-Football-Spieler
- Wischnewski, Patrick (* 1987), deutscher Basketballspieler
- Wischnewski, Siegfried (1922–1989), deutscher Schauspieler
- Wischnewski, Stefan (* 1974), deutscher Bildhauer, Installationskünstler und Videokünstler
- Wischnewski, Traute (* 1930), deutsche Filmeditorin und -regisseurin
- Wischnewski, Witali Wiktorowitsch (* 1980), ukrainisch-russischer Eishockeyspieler
- Wischnewski, Wsewolod Witaljewitsch (1900–1951), sowjetischer Dramatiker und Revolutionär
- Wischniewski, Christoph (* 1987), deutscher Handballspieler
- Wischniewski, Denis (* 1973), deutscher Ultraläufer und Herausgeber
- Wischniewski, Klaus (* 1954), deutscher Fußballspieler
- Wischniewsky, Walter (1912–1995), deutscher Filmeditor
- Wischniowski, Kristine (* 1944), deutsche Künstlerin, Bildhauerin, Graphikerin, Restauratorin und Malerin
- Wischniowski, Werner (1927–2009), deutscher Maler und Restaurator
- Wischniowsky, Josef (1856–1926), österreichischer akademischer Maler
- Wischnitzer, Mark (1882–1955), Historiker
- Wischnitzer, Rachel (1885–1989), russisch-US-amerikanische Kunsthistorikerin
- Wischnjakow, Albert Alexandrowitsch (* 1983), russischer Eishockeyspieler
- Wischnjakow, Alexei Semjonowitsch (1859–1919), russischer Unternehmer und Mäzen
- Wischnjowa, Diana Wiktorowna (* 1976), russische Balletttänzerin
- Wischnövski, Gustav (1872–1938), deutscher Politiker (DNVP), MdR
- Wischnowsky, Reinhold (* 1938), deutscher Fußballspieler

### Wisd
- Wisden, Robert (* 1958), britischer Schauspieler
- Wisdom, Andre (* 1993), englischer Fußballspieler
- Wisdom, Elsie (1904–1972), britische Autorennfahrerin
- Wisdom, Jack (* 1953), US-amerikanischer Physiker
- Wisdom, John (1904–1993), britischer Philosoph der Natürlichen Sprache
- Wisdom, Norman (1915–2010), britischer SchauspielerNorman Wisdom (1915–2010)

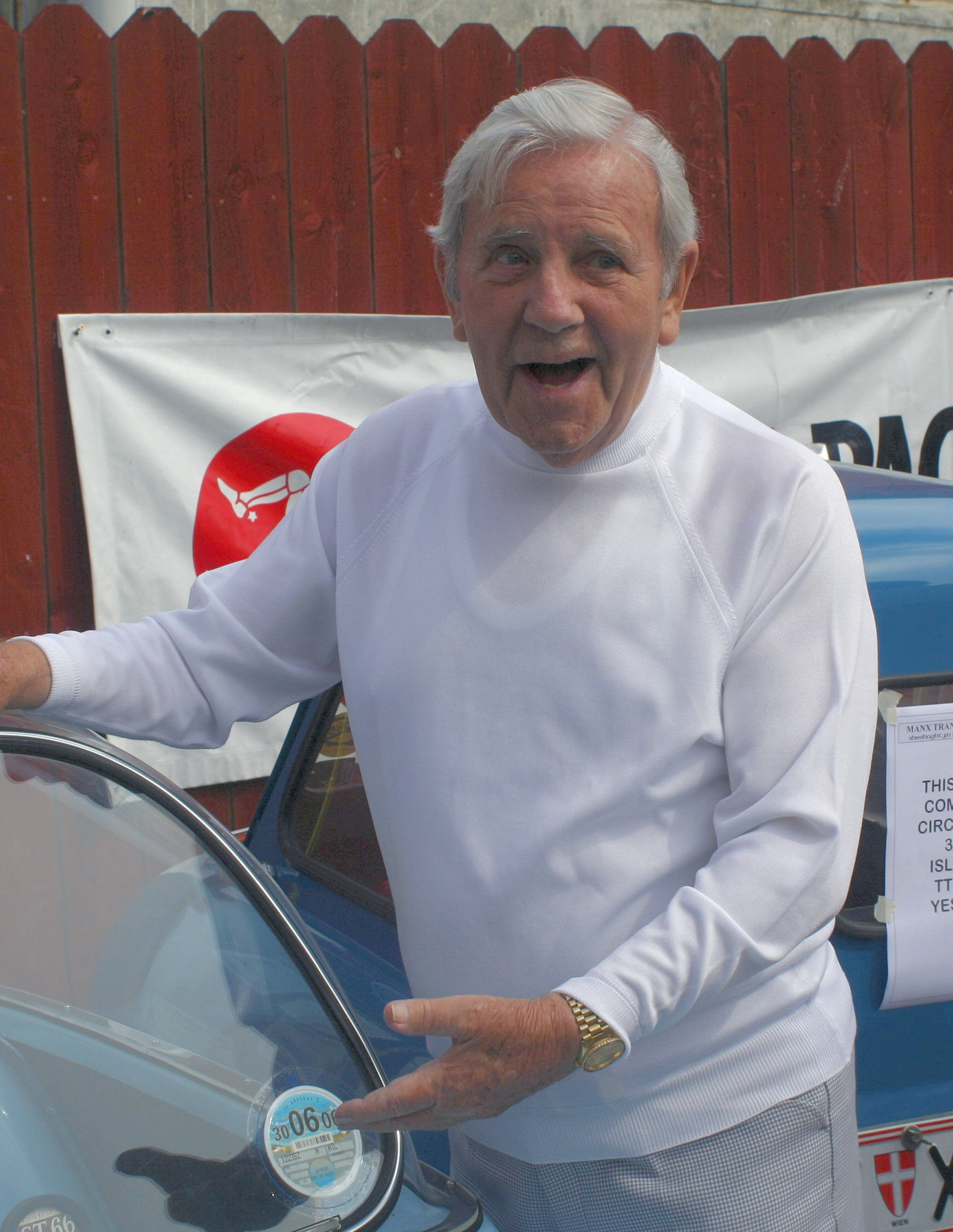
Norman Wisdom (1915–2010)

- Wisdom, Olli (1958–2021), britischer Musiker, DJ und Textilproduzent
- Wisdom, Robert (* 1953), US-amerikanischer SchauspielerRobert Wisdom (* 1953)

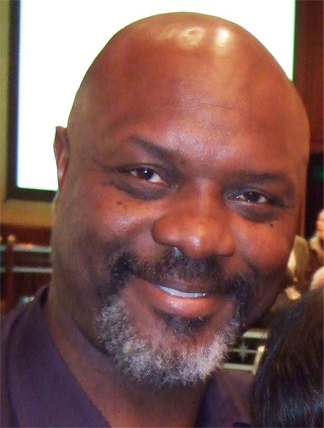
Robert Wisdom (* 1953)

- Wisdom, Tom (* 1973), britischer Schauspieler
- Wisdom, Tommy (1906–1972), britischer Automobilrennfahrer und Journalist

### Wise
- Wise, Alfie (1943–2025), US-amerikanischer Schauspieler
- Wise, Alston (1904–1984), kanadischer Eishockeyspieler
- Wise, Anna (* 1991), US-amerikanische Sängerin
- Wise, Arnold (1935–2025), britisch-US-amerikanischer Jazzmusiker (Schlagzeug)
- Wise, Bob (* 1948), US-amerikanischer Politiker
- Wise, Brownie (1913–1992), US-amerikanische Geschäftsfrau
- Wise, Buddy (1928–1955), US-amerikanischer Jazzmusiker
- Wise, Chris (* 1956), britischer Bauingenieur
- Wise, Cody (* 1995), US-amerikanischer Rapper
- Wise, Daniel (* 1971), US-amerikanischer Mathematiker
- Wise, David, Komponist für Videospielmusik
- Wise, David (* 1990), US-amerikanischer Freestyle-Skisportler
- Wise, Dennis (* 1966), englischer Fußballspieler und -trainer
- Wise, DeWanda (* 1984), US-amerikanische Schauspielerin
- Wise, Don (1942–2024), US-amerikanischer R&B und Soul-Saxophonist und Klarinettist
- Wise, Dorothy Stanton (1879–1918), britische Bildhauerin
- Wise, Evans (* 1973), trinidadischer Fußballspieler
- Wise, Francis (1695–1767), englischer Archivar
- Wise, Gaia (* 1999), britische Schauspielerin
- Wise, George D. (1831–1898), US-amerikanischer Politiker
- Wise, Greg (* 1966), britischer SchauspielerGreg Wise (* 1966)

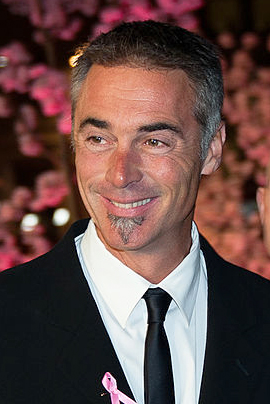
Greg Wise (* 1966)

- Wise, Henry A. (1806–1876), US-amerikanischer Politiker und General der Konföderiertenarmee
- Wise, Herbert (1924–2015), österreichisch-britischer Regisseur und Fernsehproduzent
- Wise, Isaac Mayer (1819–1900), US-amerikanischer Rabbiner böhmischer Herkunft
- Wise, James W. (1868–1925), US-amerikanischer Politiker
- Wise, Joanne (* 1971), britische Weitspringerin
- Wise, Jodi Bianca (* 1971), australisch-US-amerikanische Schauspielerin
- Wise, John (1652–1725), amerikanischer Pfarrer und Schriftsteller
- Wise, John (1808–1879), US-amerikanischer Ballonfahrer deutscher Abstammung
- Wise, John (1935–2013), kanadischer Politiker
- Wise, John Sergeant (1846–1913), US-amerikanischer Jurist und Politiker
- Wise, John, 2. Baron Wise (1923–2012), britischer Politiker und Mitglied des House of Lords
- Wise, Josh (* 1986), US-amerikanischer Schauspieler
- Wise, M. Norton (* 1940), US-amerikanischer Wissenschaftshistoriker
- Wise, Mark (* 1953), kanadisch-US-amerikanischer theoretischer Physiker
- Wise, Michael Owen (* 1954), amerikanischer Orientalist und Bibelwissenschaftler
- Wise, Morgan Ringland (1825–1903), US-amerikanischer Politiker
- Wise, Nic (* 1987), US-amerikanischer Basketballspieler
- Wise, Percival (1885–1968), britischer Polospieler und Offizier
- Wise, Peter († 1338), Lübecker Kaufmann
- Wise, Ray (* 1947), US-amerikanischer SchauspielerRay Wise (* 1947)

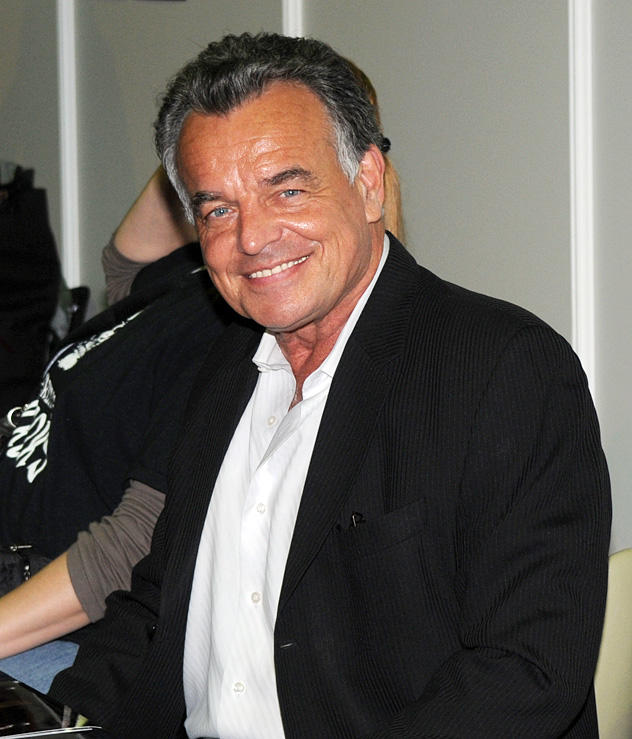
Ray Wise (* 1947)

- Wise, Rene (* 1996), britischer DJ und Musikproduzent
- Wise, Rhoda (1888–1948), US-amerikanische katholische Mystikerin
- Wise, Richard Alsop (1843–1900), US-amerikanischer Politiker
- Wise, Robert (1914–2005), US-amerikanischer Filmregisseur, Filmproduzent, Filmeditor und Oscar-Preisträger
- Wise, Stephen (1874–1949), US-amerikanischer Rabbiner und Zionist
- Wise, Talib (* 1982), US-amerikanischer American-Football-Spieler und -Trainer
- Wise, Tom (* 1948), britischer Politiker (UKIP), MdEP
- Wise, Wilmer (1936–2015), US-amerikanischer Trompeter
- Wiseau, Tommy, Regisseur, DrehbuchautorTommy Wiseau

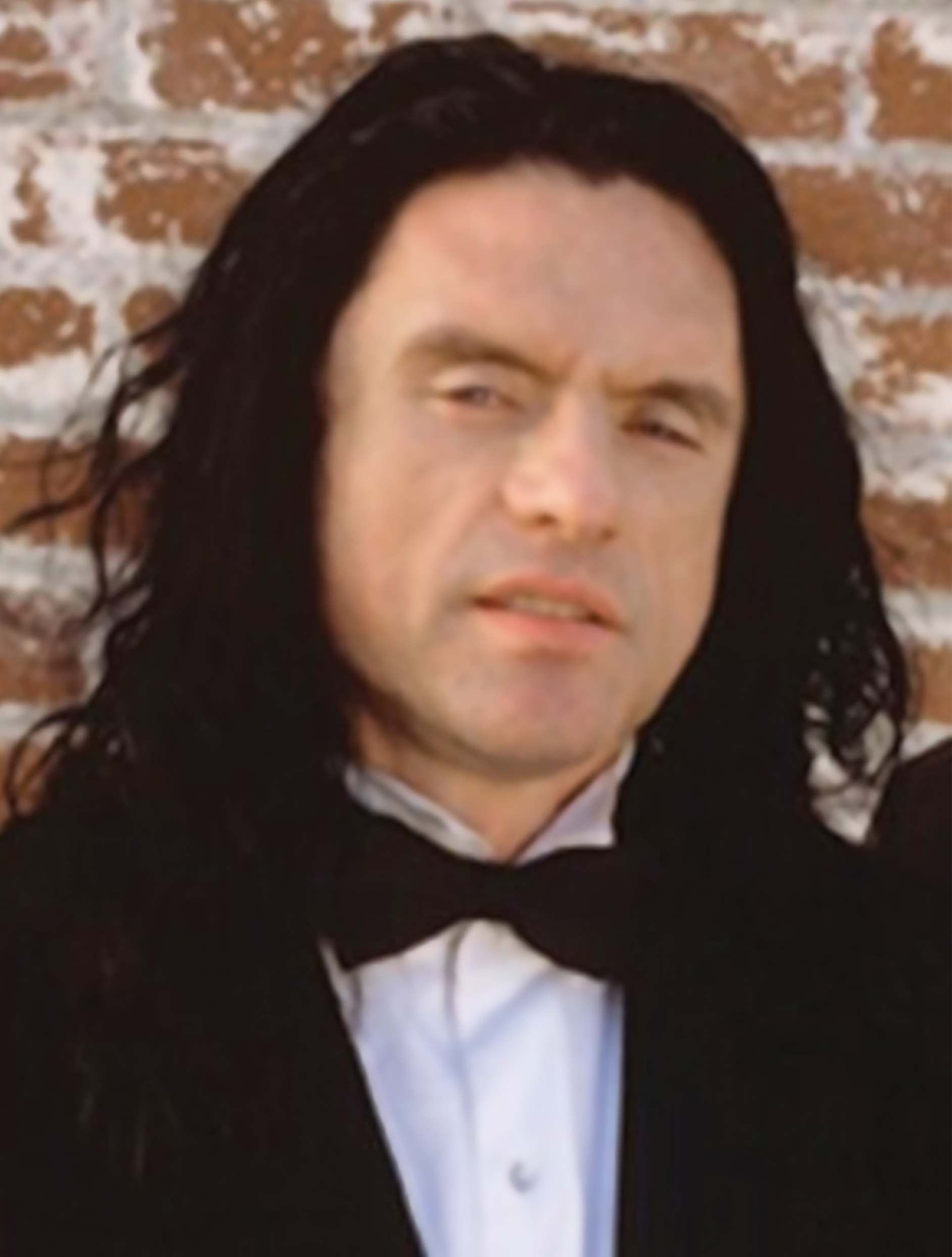
Tommy Wiseau

- Wisefield, Laurie (* 1953), englischer Gitarrist und Sänger
- Wiseham, Joseph (1906–1972), britischer Jurist und Richter
- Wiseler, Claude (* 1960), luxemburgischer Politiker (CSV), Mitglied der Chambre und Minister
- Wiseler-Santos Lima, Isabel (* 1961), luxemburgische Politikerin
- Wisełka-Cieślar, Irena (* 1950), polnische Organistin und Musikpädagogin
- Wisell, Reine (1941–2022), schwedischer Automobilrennfahrer
- Wiseman, Brian (* 1971), kanadischer Eishockeyspieler und -trainer
- Wiseman, Chad (* 1981), kanadischer Eishockeyspieler, -trainer und -funktionär
- Wiseman, Debbie (* 1963), britische Filmkomponistin
- Wiseman, Frederick (* 1930), US-amerikanischer Regisseur
- Wiseman, Howard M. (* 1968), australischer Physiker
- Wiseman, Jacqueline, US-amerikanische Soziologin und Hochschullehrerin
- Wiseman, James (* 2001), US-amerikanischer Basketballspieler
- Wiseman, Jay (* 1949), US-amerikanischer Autor und BDSM-Verleger
- Wiseman, Jennifer J., US-amerikanische Astronomin
- Wiseman, Joseph (1918–2009), kanadischer Schauspieler
- Wiseman, Len (* 1973), US-amerikanischer Regisseur und DrehbuchautorLen Wiseman (* 1973)

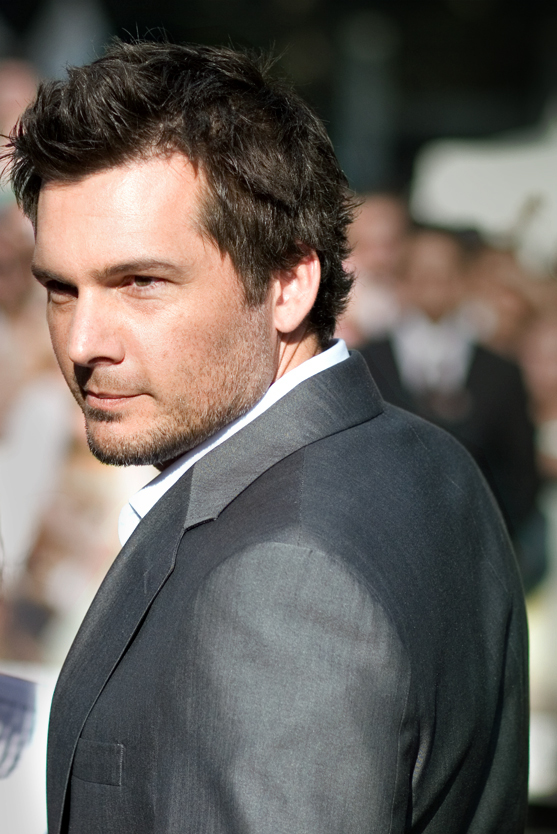
Len Wiseman (* 1973)

- Wiseman, Mac (1925–2019), US-amerikanischer Country-Sänger und Gitarrist
- Wiseman, Mary (* 1985), US-amerikanische Schauspielerin
- Wiseman, Nicholas (1802–1865), englischer Geistlicher, Theologe, Erzbischof und Kardinal der römisch-katholischen Kirche
- Wiseman, Raymond (* 1957), deutscher Journalist und Buchautor
- Wiseman, Reid (* 1975), US-amerikanischer Astronaut
- Wiseman, Richard (* 1966), britischer Psychologe
- Wiseman, Scott (* 1985), englisch-gibraltarischer Fußballspieler
- Wiseman, Scotty (1909–1981), US-amerikanischer Musiker
- Wiseman, Timothy Peter (* 1940), britischer Althistoriker
- Wiseneder, Caroline (1807–1868), deutsche Komponistin, Chorleiterin und Pädagogin
- Wisener, Jayne (* 1987), nordirische Schauspielerin und SängerinJayne Wisener (* 1987)

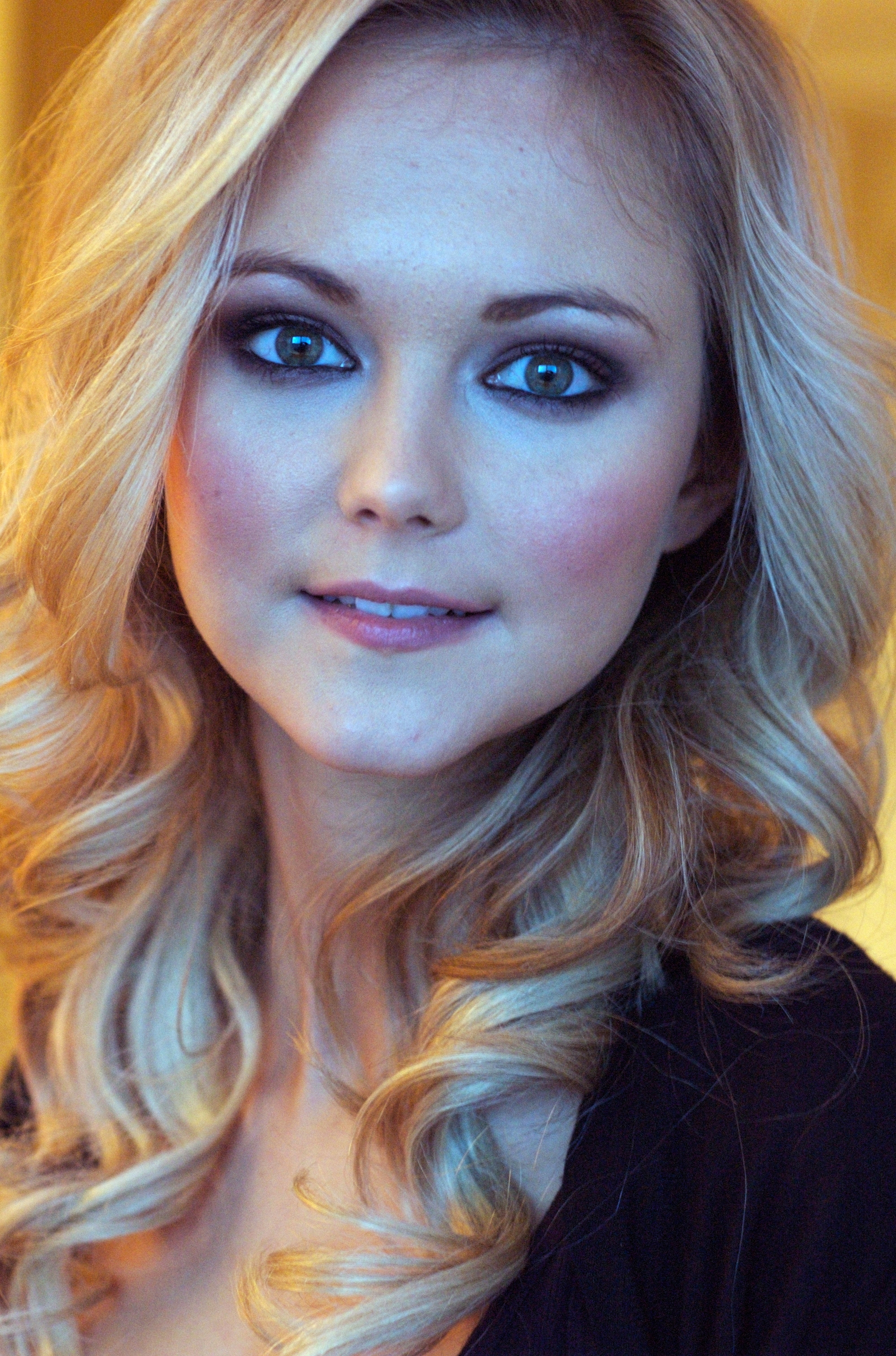
Jayne Wisener (* 1987)

- Wiser, David Friedrich (1802–1878), Schweizer Mineraloge
- Wiser, Elisabeth Dorothea von (1718–1771), kurpfälzische Gräfin und Wohltäterin des Dorfes Friedelsheim
- Wiser, Ferdinand Andreas von (1677–1751), kurpfälzischer Hofbeamter und Diplomat
- Wiser, Franz Joseph von (1679–1755), kurpfälzischer Hofbeamter und Diplomat
- Wiser, Karl (1800–1889), österreichischer Jurist, Reichrats- und Landtagsabgeordneter und außerdem Bürgermeister von Linz
- Wiser, Maximilian Graf von (1861–1938), deutscher Augenarzt
- Wiser, Wolfgang, deutscher Werkmeister

### Wisg
- Wisgerhof, Peter (* 1979), niederländischer Fußballspieler
- Wisgott, Daniel (* 1988), deutscher Leichtgewichts-Ruderer

### Wish
- Wishart, Beatrice, schottische Politikerin
- Wishart, Betty (* 1947), US-amerikanische Komponistin und Musikpädagogin
- Wishart, George (1513–1546), schottischer Reformator und Màrtyer
- Wishart, John (1898–1956), schottischer Statistiker
- Wishart, Leonard P. III (* 1934), US-amerikanischer Offizier, Generalleutnant der US Army
- Wishart, Pete (* 1962), schottischer Musiker und Politiker (SNP)
- Wishart, Robert († 1316), schottischer Geistlicher und Politiker
- Wishart, Spencer (1890–1914), US-amerikanischer Automobilrennfahrer
- Wishart, Stevie (* 1959), britische Musikerin (Rebec, Drehleier, Gesang) und Komponistin
- Wishart, Ty (* 1988), kanadischer Eishockeyspieler
- Wishart, William († 1279), schottischer Geistlicher und Minister
- Wishaya Trongcharoenchaikul (* 1995), thailändischer Tennisspieler
- Wisher, William Jr., US-amerikanischer Drehbuchautor
- Wishloff, Althea, kanadische Indigenenaktivistin, Unternehmerin, Risikokapitalgeberin und Dozentin
- Wishman, Doris († 2002), US-amerikanische Filmregisseurin, Drehbuchautorin und Filmproduzentin
- Wishnowsky, Mitch (* 1992), australischer American-Football-Spieler
- Wishofer, Mick (* 1999), österreichischer Automobilrennfahrer
- Wishy, Joseph (1934–1993), US-amerikanischer Filmproduzent

### Wisi
- Wisigarde, langobardische Prinzessin
- Wisil, Toea (* 1988), papua-neuguineischer Sprinterin
- Wisin (* 1978), puerto-ricanischer Reggaeton-Musiker
- Wising, Wadym (1937–2017), ukrainischer Mathematiker
- Wisinger, Marion (* 1965), österreichische Historikerin und Autorin
- Wisinger-Florian, Olga (1844–1926), österreichische MalerinOlga Wisinger-Florian (1844–1926)

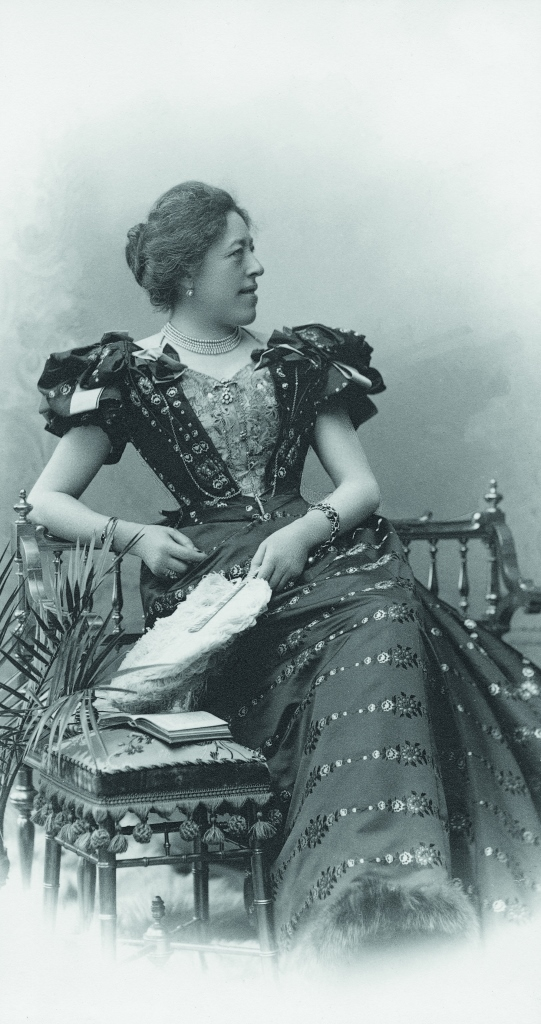
Olga Wisinger-Florian (1844–1926)

- Wisintainer, Moderato (1902–1986), brasilianischer Fußballspieler
- Wisio, Tomasz (* 1982), polnischer Fußballspieler

### Wisk
- Wiska (* 1985), ukrainisches Model und Pornodarstellerin
- Wiska, Alex (1950–2011), deutscher Musiker
- Wiskandt, Monika (1936–2011), deutsche Tischtennisspielerin
- Wiskari, Arttu (* 1984), finnischer Singer-Songwriter
- Wiskemann, Elizabeth (1899–1971), britische Historikerin und Journalistin
- Wiskemann, Erwin (1896–1941), deutscher Wirtschaftswissenschaftler
- Wiskemann, Heinrich (1810–1875), deutscher Philologe, Mitglied des Kommunallandtags Kassel
- Wiskemann, Max (1887–1971), deutscher Manager der Asbest- und Gummiindustrie
- Wiskotschill, Thaddäus Ignatius (1753–1795), deutscher Bildhauer
- Wiskott, Ernst (1879–1934), preußischer Verwaltungsjurist und Landrat
- Wiskott, Eugen (1867–1937), deutscher Montanist
- Wiskowatow, Alexander Wassiljewitsch (1804–1858), russischer Militärhistoriker
- Wiskowatow, Pawel Alexandrowitsch (1842–1905), russischer Literaturhistoriker und Librettist
- Wiskowski, Wjatscheslaw Kasimirowitsch (1881–1933), russischer Filmregisseur, Drehbuchautor und Schauspieler

### Wisl
- Wislander, Magnus (* 1964), schwedischer HandballspielerMagnus Wislander (* 1964)

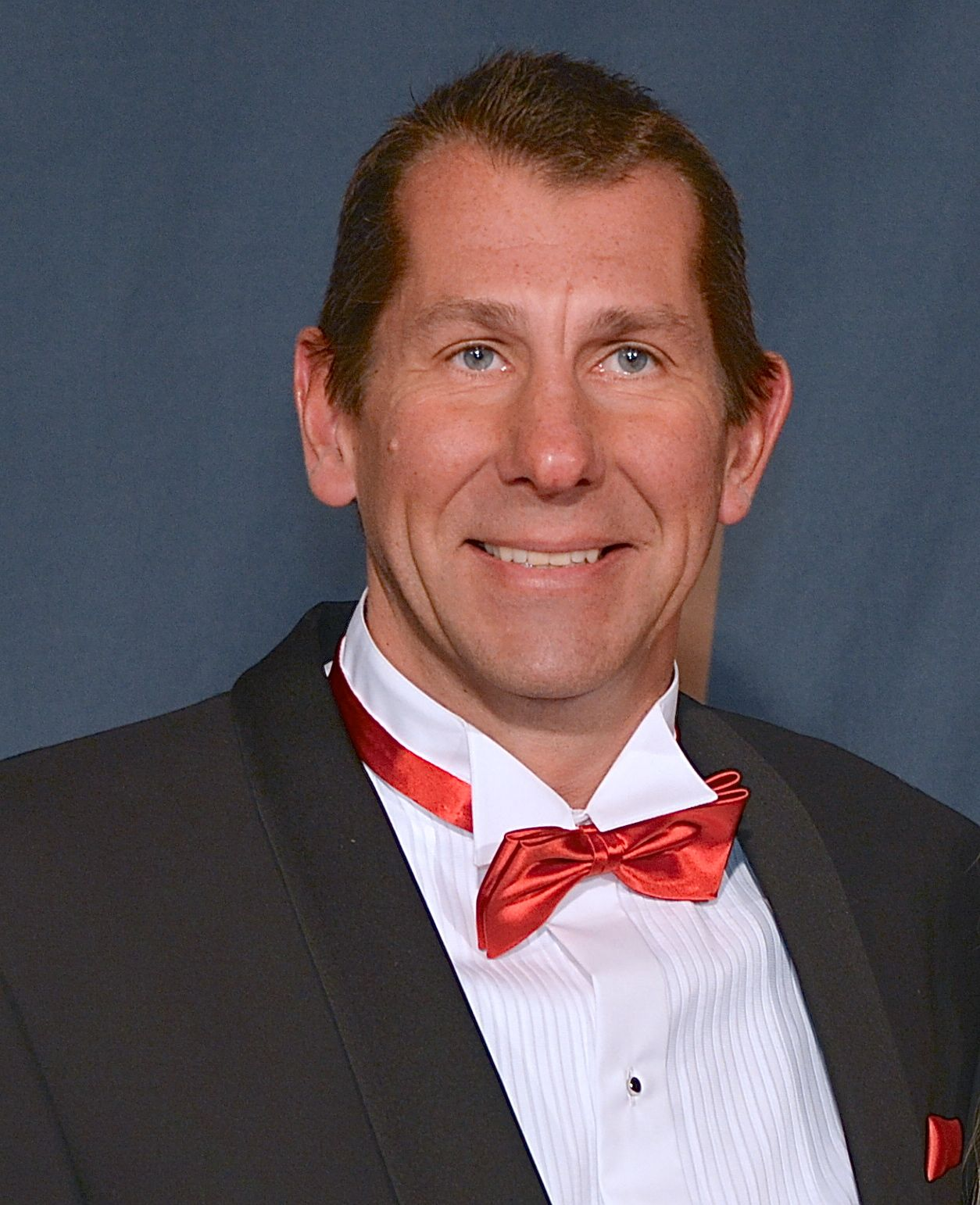
Magnus Wislander (* 1964)

- Wislander, Therese (* 1990), schwedische Handballspielerin
- Wisław z Kościelca († 1242), römisch-katholischer Bischof von Krakau
- Wislicenus, Adolf Timotheus (1806–1883), deutscher evangelischer Geistlicher
- Wislicenus, Else (1866–1948), deutsche Kunststickerin
- Wislicenus, Georg (1858–1927), deutscher Marineoffizier und Schriftsteller
- Wislicenus, Gustav Adolf (1803–1875), deutscher evangelischer Theologe
- Wislicenus, Hans (1864–1939), deutscher Maler
- Wislicenus, Hans Adolf (1867–1951), deutscher Chemiker
- Wislicenus, Hermann (1825–1899), deutscher MalerHermann Wislicenus (1825–1899)

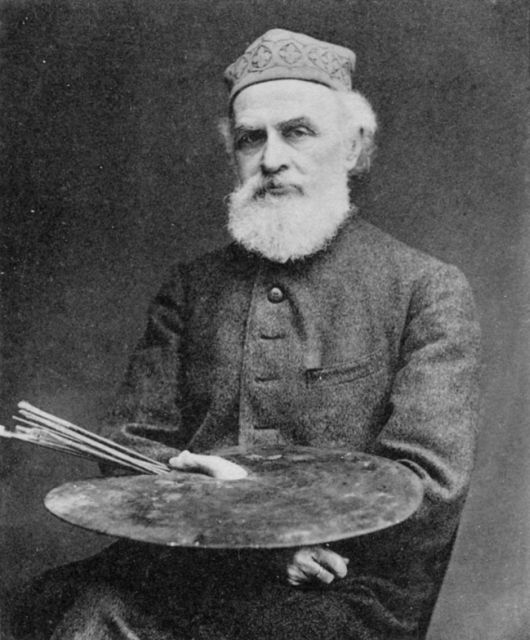
Hermann Wislicenus (1825–1899)

- Wislicenus, Johannes (1835–1902), deutscher Chemiker
- Wislicenus, Max (1861–1957), deutscher Maler und Bildwirker
- Wislicenus, Paul Gustav (1847–1917), deutscher Historiker, Schriftsteller und Shakespeare-Forscher
- Wislicenus, Walter (1859–1905), deutscher Astronom, Initiator der Astronomische Jahresberichte
- Wislicenus, Wilhelm (1861–1922), deutscher Chemiker
- Wislicenus-Finzelberg, Lilli (1872–1939), deutsche Bildhauerin
- Wisliceny, Dieter (1911–1948), deutscher SS-Hauptsturmführer, verantwortlich für Deportationen slowakischer, griechischer und ungarischer Juden (1940–1944)
- Wisliceny, Günther-Eberhardt (1912–1985), deutscher Offizier, zuletzt Obersturmbannführer der Waffen-SS im Zweiten Weltkrieg
- Wislicki, Leo (1901–1983), deutsch-israelischer Mediziner
- Wislizenus, Friedrich Adolph (1810–1889), US-amerikanischer Arzt und Botaniker
- Wisłocka, Michalina (1921–2005), polnische Ärztin und Bestseller-Autorin
- Wisłocki, Stanisław (1921–1998), polnischer Komponist, Dirigent und Musikpädagoge
- Wislowa, Nina Gennadjewna (* 1986), russische Badmintonspielerin

### Wism
- Wismair, Leonhard († 1458), Bischof von Chur
- Wismann, Heinz (1897–1947), deutscher Germanist und Ministerialrat
- Wismann, Heinz (* 1935), deutscher Altphilologe und Philosophiehistoriker
- Wismayer, Franz (1913–2003), maltesischer Wasserballspieler
- Wismayr, Joseph (1767–1858), deutscher Theologe und Pädagoge
- Wismer, Beat (* 1953), Schweizer Ausstellungskurator
- Wismer-Felder, Priska; Wismer-Felder, Priska Katharina (* 1970), Schweizer Politikerin (Die Mitte)Priska Wismer-Felder (* 1970)

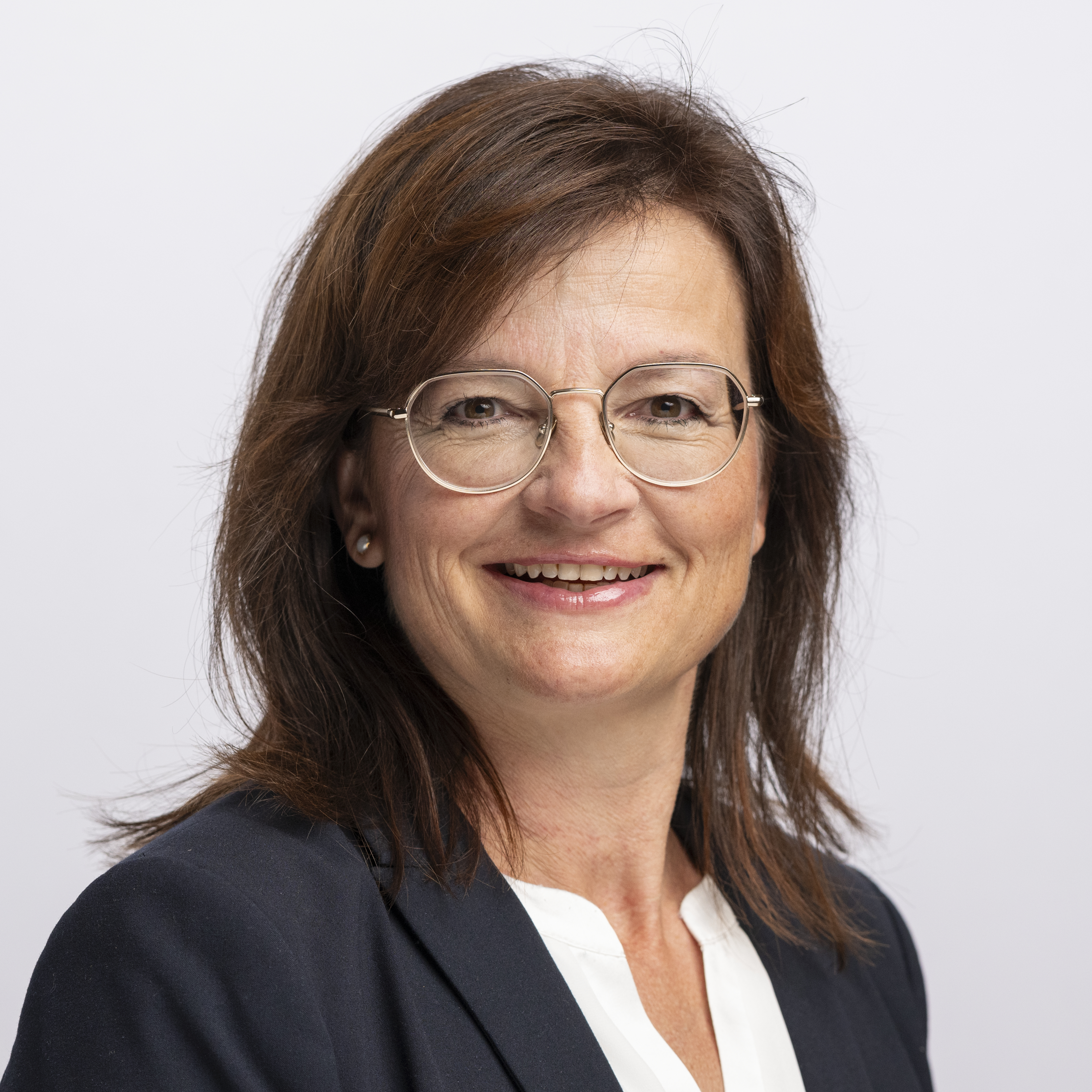
Priska Wismer-Felder (* 1970)

- Wismeyer, Heinrich (1898–1985), deutscher Organist
- Wismick, Jean-Charles (* 1963), haitianischer römisch-katholischer Ordensgeistlicher, Weihbischof in Port-au-Prince

### Wisn
- Wisnar, Karl (1852–1926), tschechischer Geistlicher
- Wisner von Morgenstern, Georg Karl (1783–1855), Dirigent und Musikpädagoge
- Wisner, Frank (1938–2025), US-amerikanischer Diplomat
- Wisner, Frank Gardiner (1909–1965), leitender amerikanischer Geheimdienstmitarbeiter und Anwalt
- Wisner, Henry (1720–1790), US-amerikanischer Politiker
- Wisner, Jimmy (1931–2018), US-amerikanischer Pianist, Komponist und Arrangeur
- Wisner, Moses (1815–1863), US-amerikanischer Politiker
- Wisnewski, Gerhard (* 1959), deutscher Schriftsteller und Filmautor
- Wisnewski, Grace (* 2002), neuseeländische Fußballspielerin
- Wiśnierska, Ewa (* 1971), polnische Gleitschirmpilotin
- Wisnieski, Maryan (1937–2022), französischer Fußballspieler
- Wisnieski, Oskar (1819–1891), deutscher Maler sowie Stahlstecher und Kupferstecher
- Wiśniewska, Ewa (* 1942), polnische Schauspielerin
- Wiśniewska, Helena (* 1999), polnische Kanutin
- Wiśniewska, Jadwiga (* 1963), polnische Politikerin (PiS), MdEP
- Wiśniewska, Joanna (* 1972), polnische Diskuswerferin
- Wisniewska, Karina (* 1966), polnisch-schweizerische Pianistin und Malerin
- Wiśniewska, Patrycja (* 1987), polnische Fußballspielerin
- Wiśniewski, Adam, polnischer  Radrennfahrer
- Wiśniewski, Adam (* 1980), polnischer Handballspieler und -funktionär
- Wisniewski, Andreas (* 1959), deutscher Schauspieler und Tänzer
- Wisniewski, Andrew (* 1981), US-amerikanischer Basketballspieler
- Wisniewski, Domingos Gabriel (1928–2010), brasilianischer Geistlicher und Bischof von Apucarana
- Wisniewski, Edgar (1930–2007), deutscher Architekt
- Wiśniewski, Grzegorz (* 1952), polnischer Brigadegeneral und Diplomat
- Wisniewski, James (* 1984), US-amerikanischer Eishockeyspieler
- Wiśniewski, Janusz Leon (* 1954), polnischer Schriftsteller
- Wisniewski, Karl (1844–1904), deutscher Musiklehrer, Komponist und Schriftsteller
- Wisniewski, Katrin (* 1976), deutsche Germanistin
- Wiśniewski, Ludwik (* 1936), polnischer Ordensgeistlicher (Dominikaner)
- Wisniewski, Roswitha (1926–2017), deutsche Literaturwissenschaftlerin, Politikerin (CDU), MdB
- Wisniewski, Stefan (* 1953), deutscher Terrorist der Roten Armee Fraktion
- Wisniewski, Stefen (* 1989), US-amerikanischer American-Football-Spieler
- Wiśniewski, Zygmunt (1916–1992), polnischer Radrennfahrer
- Wiśniewski-Snerg, Adam (1937–1995), polnischer Science-Fiction-Schriftsteller
- Wisniewsky, Johann Alexander (1929–2012), deutscher Unternehmer
- Wiśniowiecki, Jeremi (1612–1651), polnischer Fürst, Wojwode und Starost
- Wiśniowiecki, Michał Serwacy (1680–1744), litauischer Hetman und Großkanzler, Mitglied des Sejm
- Wiśniowski, Łukasz (* 1991), polnischer Radrennfahrer
- Wiśniowski, Teofil (1806–1847), polnischer Revolutionär

### Wiso
- Wisocky, Rebecca (* 1971), US-amerikanische SchauspielerinRebecca Wisocky (* 1971)

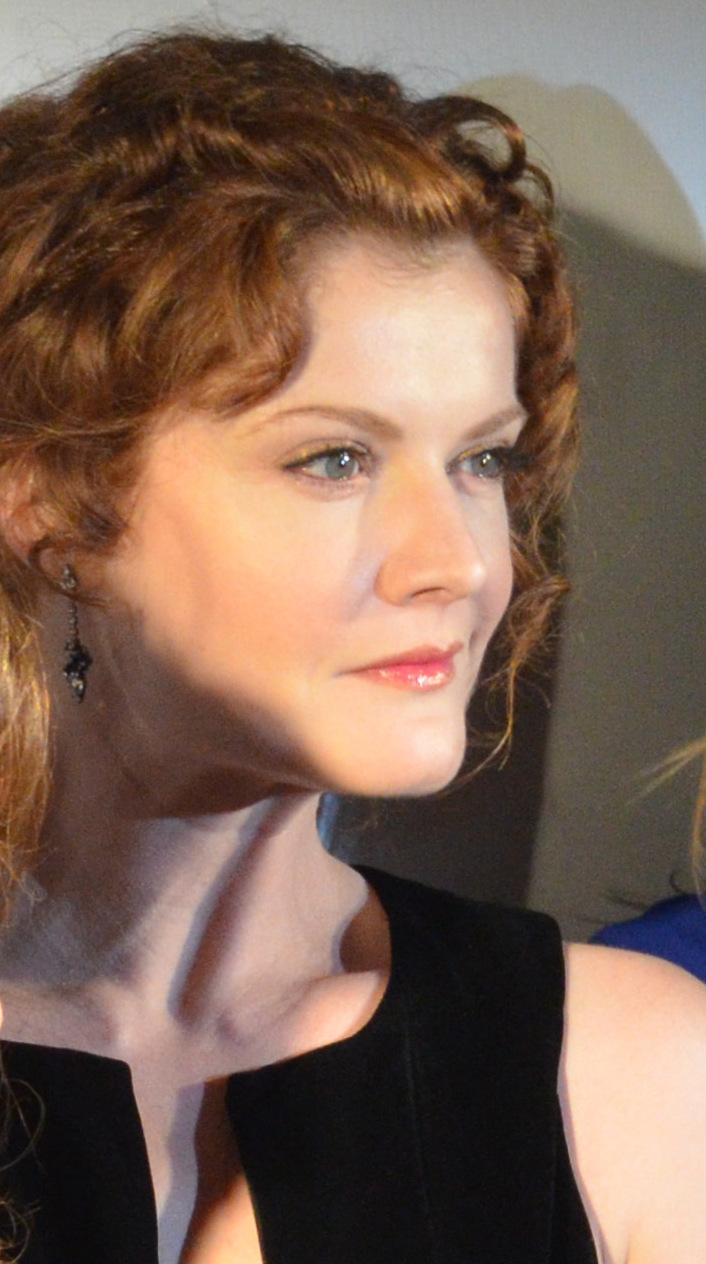
Rebecca Wisocky (* 1971)

- Wisoff, Peter (* 1958), US-amerikanischer Astronaut
- Wisoko-Meytsky, Karl (1885–1965), österreichischer Beamter und Verwaltungsjurist
- Wisotschnigg, Kaspar, österreichischer Politiker (NSDAP), Landtagsabgeordneter
- Wisotzki, Florian (* 1981), deutscher Handballspieler
- Wisotzki, Jochen (* 1953), deutscher Filmemacher und Journalist
- Wisotzky, Doron (* 1980), deutscher Drehbuchautor und Regisseur
- Wisotzky, Klaus (* 1953), deutscher Historiker und Archivar

### Wisp
- Wispauer, Joseph (1785–1879), deutscher Kaufmann, Gastwirt und Abgeordneter des Bayerischen Landtags
- Wispelwey, Pieter (* 1962), niederländischer Cellist
- Wispler, Leo (1890–1958), deutscher Bauingenieur und Schriftsteller
- Wisplinghoff, Erich (1920–1999), deutscher Historiker

### Wiss
- Wiss, Alain (* 1990), Schweizer Fußballspieler
- Wiss, Alfons (1880–1942), Schweizer Bildhauer
- Wiß, Andreas (1788–1816), deutscher Dichter
- Wiss, Benno (* 1962), Schweizer Radrennfahrer
- Wiss, Jarkko (* 1972), finnischer Fußballspieler und -trainer
- Wissa, Esther Fahmy (1895–1990), ägyptische Frauenrechtlerin
- Wissa, Yoane (* 1996), kongolesisch-französischer Fußballspieler
- Wissant, Jacques de, Bürger von Calais
- Wissanu Krea-ngam (* 1951), thailändischer Jurist, Staatsbeamter und Politiker
- Wissbröcker, Adolf (* 1903), deutscher Radrennfahrer
- Wissdorf, Reinhard Rael (* 1959), deutscher Schriftsteller und Musiker
- Wisse Smit, Mabel (* 1968), niederländische Ehefrau von Prinz Johan Friso von Oranien-NassauMabel Wisse Smit (* 1968)

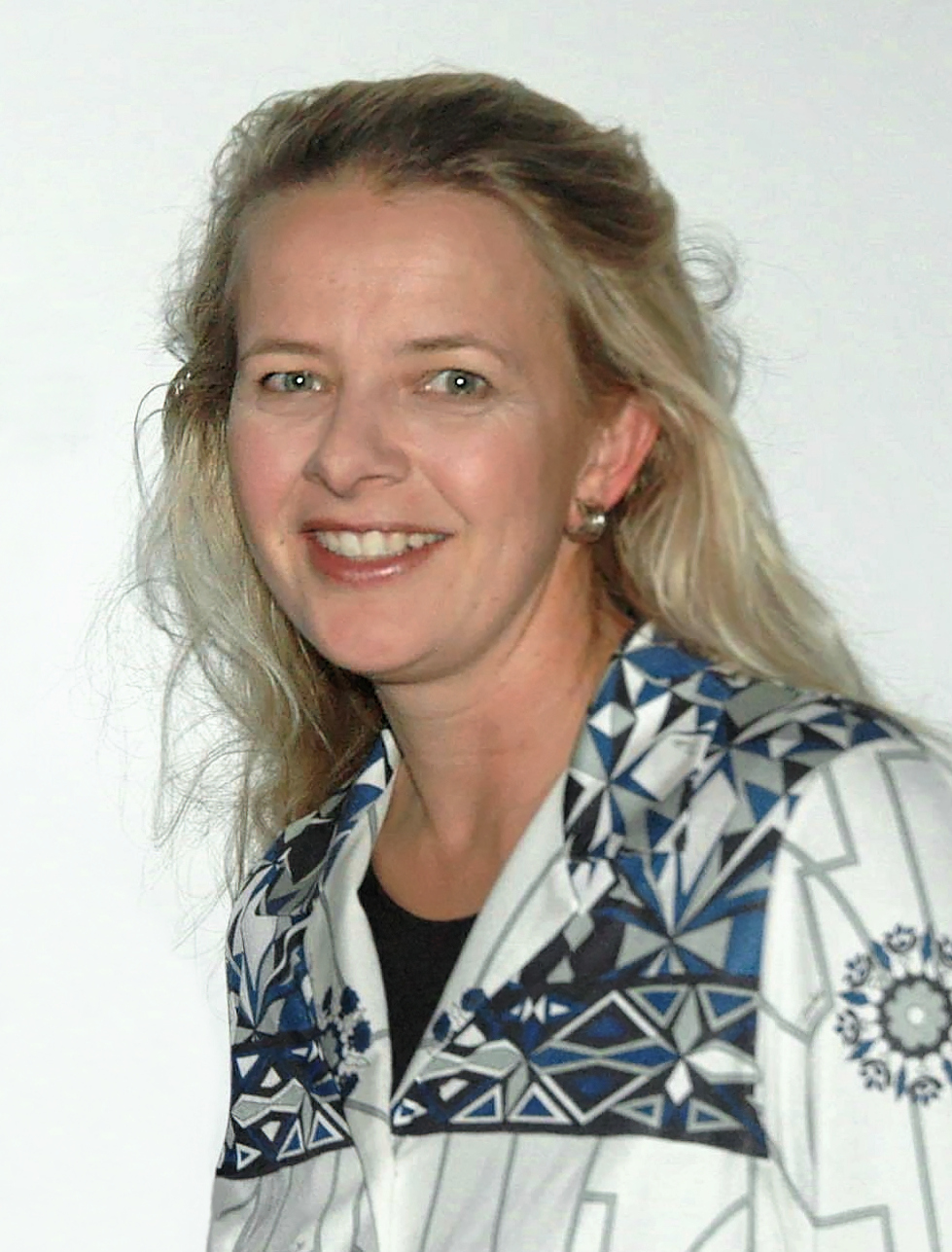
Mabel Wisse Smit (* 1968)

- Wisse, Ruth R. (* 1936), kanadisch-amerikanische Literaturwissenschaftlerin und Publizistin
- Wissebach, Hans (1919–1983), deutscher Jurist und Politiker (CDU), MdB
- Wissel, Adolf (1894–1973), deutscher Genremaler bäuerlich-ländlicher Sujets
- Wissel, Alex (* 1983), deutscher Künstler und Bühnenbildner
- Wissel, Felix (* 1978), deutscher Bundesligaringer und Bürgermeister von Mömbris
- Wissel, Georg (1875–1963), deutscher Landrat
- Wissel, Georg (* 1964), deutscher Musiker (Alt- und Tenorsaxophon, Klarinette) des Creative Jazz und der neuen Improvisationsmusik
- Wissel, Hans (1897–1948), deutscher Bildhauer
- Wissel, Jens (* 1968), deutscher Politikwissenschaftler
- Wissel, Johann (1584–1656), deutscher Rechtswissenschaftler und braunschweigischer Politiker
- Wissel, Johann David (1818–1863), Bürgermeister und Landtagsabgeordneter Großherzogtum Hessen
- Wissel, Johanna van der (1867–1945), niederländische Pianistin und Musikpädagogin
- Wissel, Klaus (1924–1957), deutscher Unterwasserfotograf und Unterwasserfilmer
- Wissel, Max (* 1989), deutscher Automobilrennfahrer
- Wissel, Monika (* 1944), deutsche Kommunalpolitikerin (SPD)
- Wissel, Patricia (* 1975), deutsche Politikerin (CDU), MdL
- Wissel, Pearl van der (* 1984), niederländische Handballspielerin
- Wisselinck, Adolf (1832–1888), deutscher Richter und Politiker
- Wisselinck, Alexander (1813–1882), preußischer Rittergutsbesitzer und Reichstagsabgeordneter
- Wisselinck, Anton (1702–1771), deutscher Porträt- und Historienmaler
- Wisselinck, Erika (1926–2001), deutsche feministische Journalistin, Autorin und Übersetzerin
- Wisselinck, Ernst (1892–1987), deutscher Generalmajor der deutschen Wehrmacht im Zweiten Weltkrieg
- Wissell, Ludwig von (1797–1853), schleswig-holsteinischer Generalmajor, hannoverischer Oberstleutnant
- Wissell, Rudolf (1869–1962), deutscher Politiker (SPD), MdR, Reichsminister in der Weimarer Republik
- Wissell, Rudolf (1902–1985), deutscher Politiker (SPD), MdA
- Wisselmann, Heinrich (1889–1967), deutscher Bergmann, Unternehmer und Wehrwirtschaftsführer
- Wissels, Diederik (* 1960), niederländischer Jazz-Pianist
- Wissem, Jozef van (* 1962), niederländischer Lauten-Spieler und Komponist
- Wissemann, Andreas (* 1961), deutscher Fernschachmeister
- Wissemann, Georg Wilhelm (1854–1925), evangelischer Theologe, Mitglied des Provinziallandtages der Provinz Hessen-Nassau
- Wissemann, Heinz (1912–2001), deutscher Slawist, Indogermanist und Hochschullehrer
- Wissemann, Justus (1814–1884), Bürgermeister und Mitglied des kurhessischen Landtags
- Wissemann, Kurt (1893–1917), Kampfpilot und Fliegerass im Ersten Weltkrieg
- Wissemann, Michael (* 1953), deutscher Altphilologe und Hochschullehrer
- Wissemann, Volker (* 1966), deutscher Botaniker und Wissenschaftshistoriker
- Wißen, Bodo (* 1974), deutscher Politiker (SPD), MdL
- Wissen, Fons van (1933–2015), niederländischer Fußballspieler
- Wissen, Markus (* 1965), deutscher PolitikwissenschaftlerMarkus Wissen (* 1965)
- Wissenbach, Frank (* 1956), deutscher Boxer

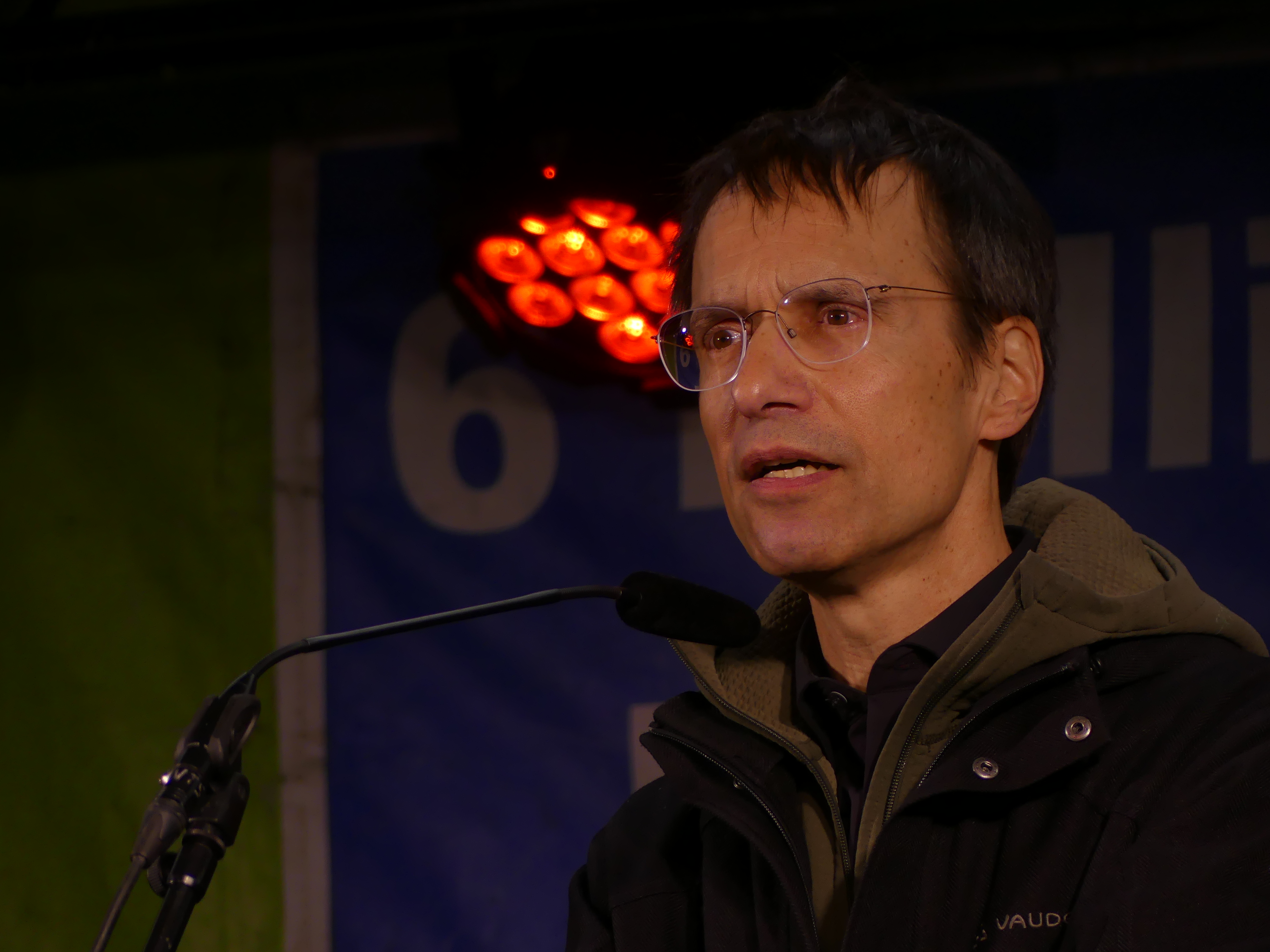
Markus Wissen (* 1965)

- Wissenbach, Johann Jacob (1607–1665), deutscher Rechtswissenschaftler und Hochschullehrer
- Wissenbach, Mike (* 1962), deutscher Boxer
- Wissenbach, Walter (* 1957), deutscher Politiker (AfD, Bündnis Deutschland), MdL
- Wissenburg, Wolfgang (1496–1575), Schweizer Reformator, Geograph und Hochschullehrer
- Wisser, Claudia (* 1969), deutsche Rechtsanwältin und Sportfunktionärin
- Wisser, Claus (1942–2023), deutscher Unternehmer und Kunstmäzen
- Wisser, Daniel (* 1971), österreichischer Schriftsteller und Musiker
- Wisser, Friedrich (1834–1896), deutscher Gutsbesitzer und Politiker, MdR
- Wisser, Gernot (* 1956), österreichischer Ordensgeistlicher und Architekt
- Wisser, Haimo (1952–1998), österreichischer Komponist, Musiker und Sprachspieler
- Wisser, Maria, US-amerikanische Bahnradsportlerin
- Wisser, Richard (1927–2019), deutscher Philosoph
- Wisser, Wilhelm (1843–1935), deutscher Gymnasialprofessor und Mundartforscher
- Wissert, Julia (* 1984), deutsche Regisseurin und Intendantin
- Wißgrill, Franz Karl (1736–1803), österreichischer Genealoge und Heraldiker
- Wissgrill, Josef († 1772), österreichischer Baumeister des Barock
- Wißgrill, Leopold, Baumeister im Zeitalter des Barock
- Wißhofer, Matthias (1752–1819), Freiheitskämpfer, Universalgenie, Erfinder und Schulinspektor
- Wissig, Otto (1886–1970), deutscher evangelischer Kirchenmusiker und Organist
- Wissing, Jens (* 1988), deutscher Fußballspieler
- Wissing, Volker (* 1970), deutscher Politiker (parteilos, zuvor FDP), MdB, ehemaliges MdL von Rheinland-PfalzVolker Wissing (* 1970)

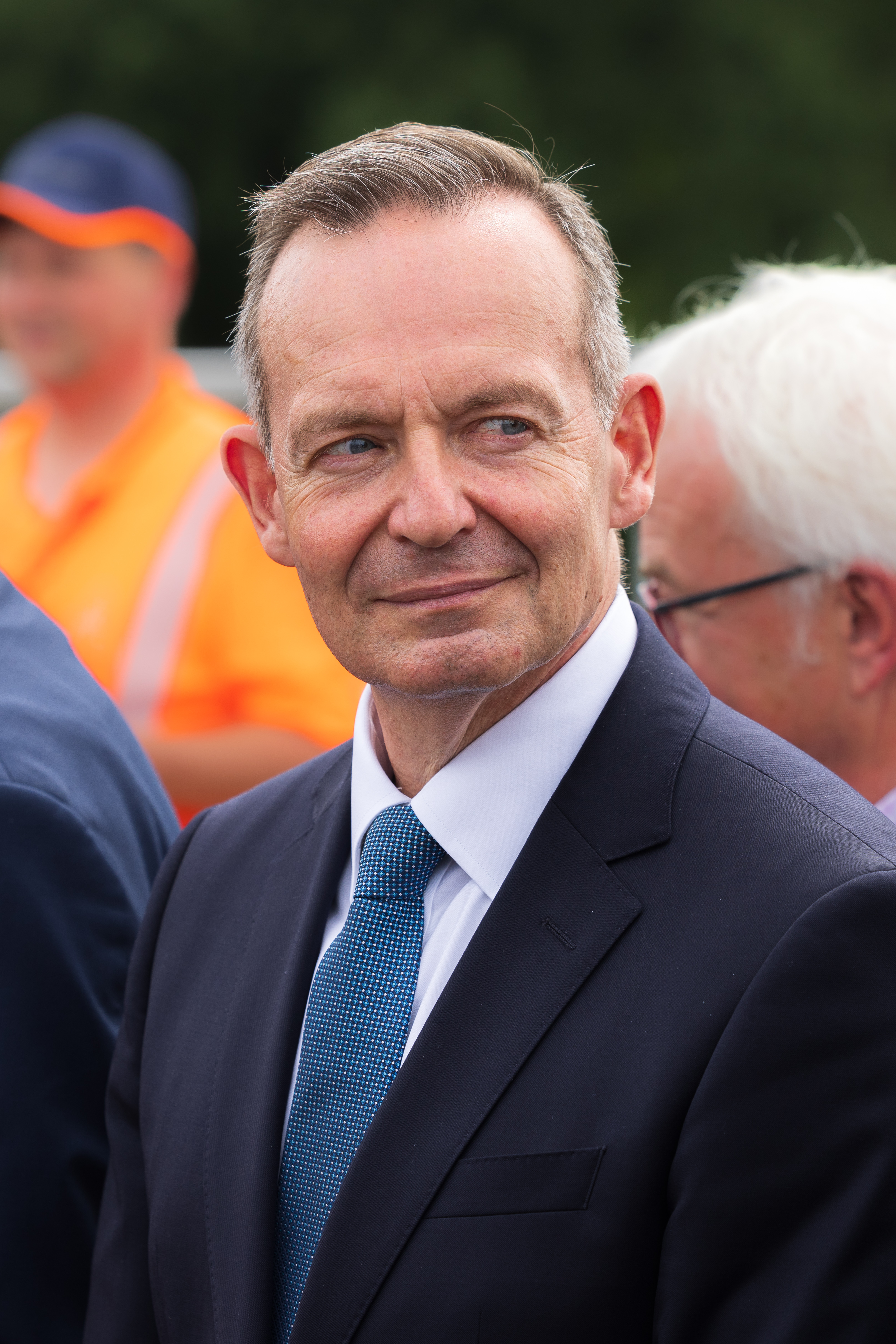
Volker Wissing (* 1970)

- Wissing, Wilhelm (1916–1996), deutscher Geistlicher, Präsident des päpstlichen Missionswerkes
- Wissinger, Jochen (* 1954), deutscher Erziehungswissenschaftler
- Wissink, Marleen (* 1969), niederländische Fußballtorhüterin
- Wissjulina, Olena (1898–1972), ukrainisch-sowjetische Botanikerin
- Wißkirchen, Christa (* 1945), deutsche Lehrerin, Komponistin und Autorin von Kinderbüchern
- Wißkirchen, Hans (* 1955), deutscher Literaturwissenschaftler
- Wißkirchen, Hubert (1934–2018), deutscher Musikpädagoge
- Wißkirchen, Josef (* 1939), deutscher Sachbuchautor und Heimatforscher
- Wißkirchen, Paul (1936–2003), deutscher Kirchenmusiker
- Wisskirchen, Rotraut (1936–2018), deutsche Christliche Archäologin
- Wissler, Clark (1870–1947), amerikanischer Anthropologe, Psychologe und Museumsethnologe
- Wissler, Janine (* 1981), deutsche Politikerin (Die Linke)Janine Wissler (* 1981)
- Wissler, Joachim (* 1963), deutscher Koch

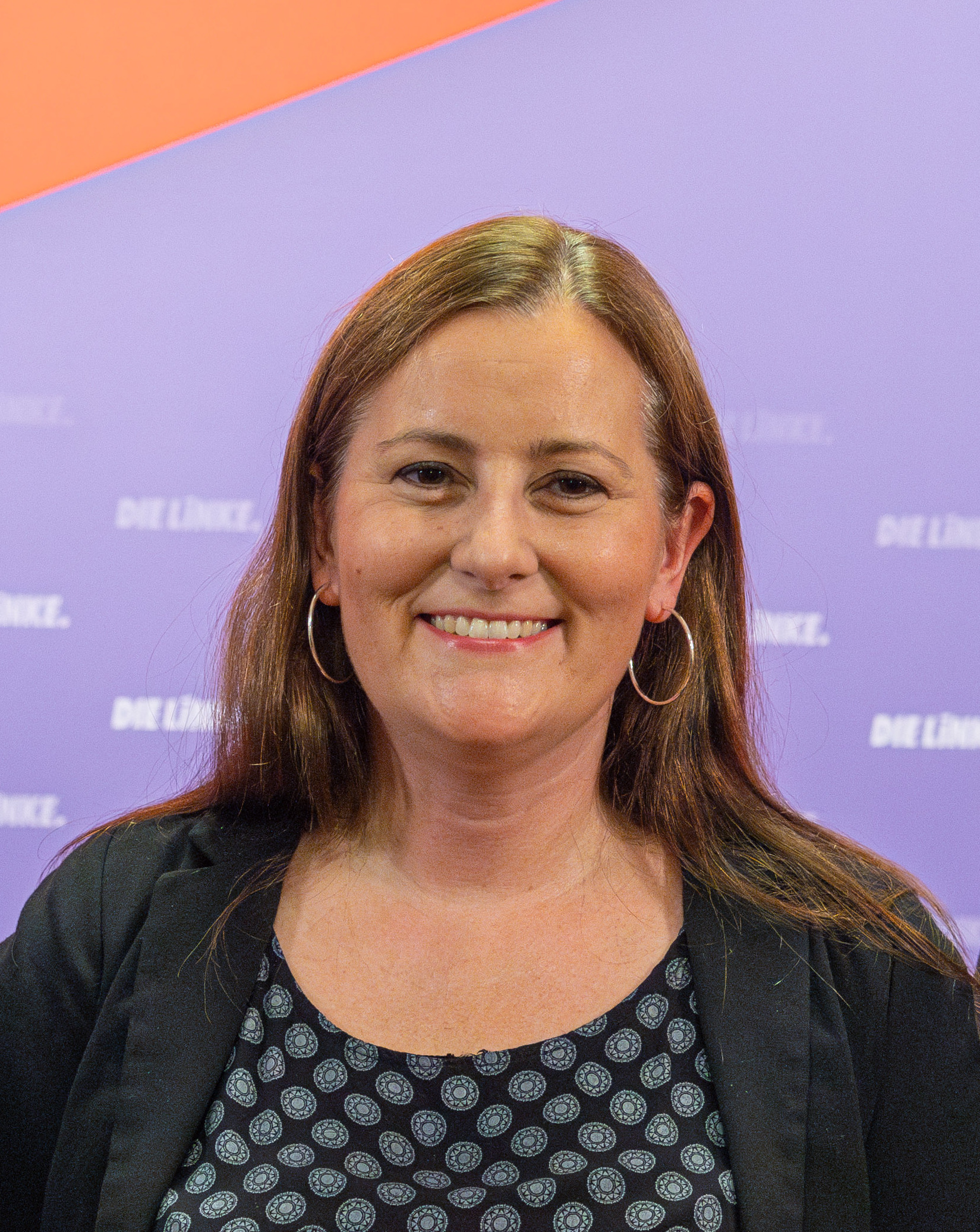
Janine Wissler (* 1981)

- Wissman, Johan (* 1982), schwedischer Leichtathlet
- Wissmann, Claudia (* 1964), deutsche Lichtkünstlerin
- Wissmann, Claus-Helmuth von (1923–2015), deutscher Manager
- Wissmann, Daniel Douglas (* 1962), deutscher Schriftsteller
- Wissmann, Eduard (1824–1899), deutscher Politiker und Schriftsteller
- Wißmann, Erwin (1895–1967), deutscher evangelischer Geistlicher
- Wissmann, Friedbert (* 1953), deutscher Komponist
- Wißmann, Friederike (* 1973), deutsche Musikwissenschaftlerin und Violoncellistin
- Wißmann, Friedrich von (1828–1909), preußischer General der Infanterie
- Wissmann, Gustav von (1822–1897), deutscher Rittergutsbesitzer und Landrat
- Wißmann, Hans (* 1944), deutscher Religionswissenschaftler
- Wißmann, Hellmut (1940–2022), deutscher Jurist; Präsident des Bundesarbeitsgerichts
- Wißmann, Hermann (1918–1994), deutscher Postbeamter

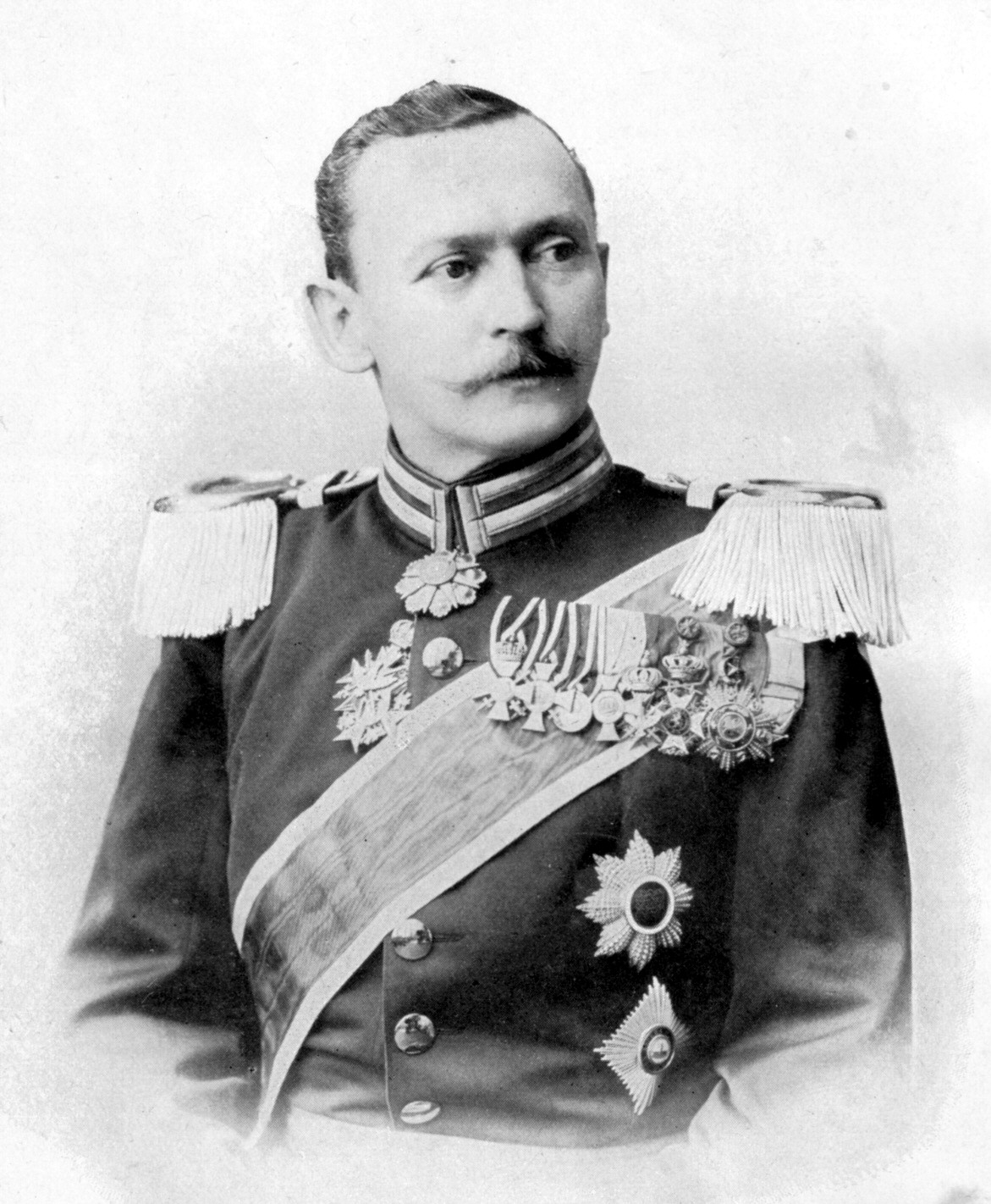
Hermann von Wissmann (1853–1905)

- Wissmann, Hermann von (1853–1905), deutscher AfrikaforscherHermann von Wissmann (1853–1905)
- Wissmann, Hermann von (1895–1979), deutsch-österreichischer Arabienforscher und Geograph
- Wißmann, Hinnerk (* 1971), deutscher Staatsrechtslehrer
- Wissmann, Jannyk (* 2000), deutscher Handballspieler
- Wissmann, Kai (* 1996), deutscher Eishockeyspieler
- Wißmann, Karl-Heinz (* 1947), deutscher Fußballspieler
- Wissmann, Konrad (* 1984), deutscher Popsänger, Songwriter, Musikproduzent und Multiinstrumentalist
- Wissmann, Lore (1922–2007), deutsche Opernsängerin (Sopran)
- Wißmann, Ludwig von (1770–1856), preußischer Jurist und Regierungspräsident
- Wissmann, Martha (1910–1989), deutsche Sozialpolitikerin
- Wissmann, Matthias (* 1949), deutscher Lobbyist und Politiker (CDU), MdBMatthias Wissmann (* 1949)

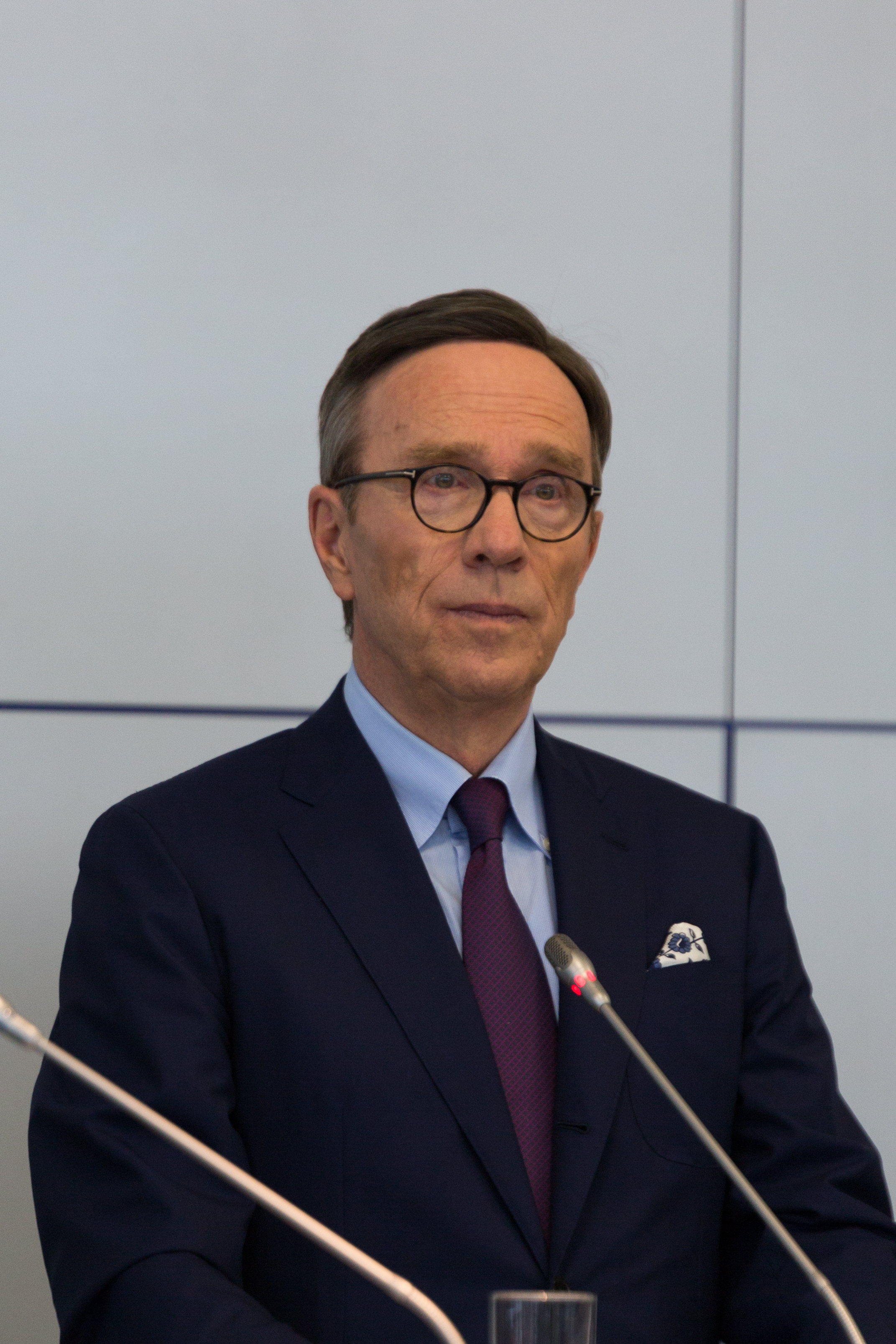
Matthias Wissmann (* 1949)

- Wißmann, Matthias (* 1987), deutscher Regisseur und Drehbuchautor
- Wißmann, Theodor (1818–1884), deutscher Verwaltungsbeamter und Parlamentarier
- Wißmann, Thomas (* 1965), deutscher Schauspieler und Moderator
- Wissmann, Wilhelm (1899–1966), deutscher vergleichender Sprachwissenschaftler
- Wißmer, Nele (* 1996), deutsche Sportschützin
- Wissmer, Pierre (1915–1992), schweizerisch-französischer Komponist, Pianist und Musikpädagoge
- Wißner, Martin (* 1985), deutscher Schauspieler
- Wissner, Max (1873–1959), deutscher Maler
- Wissotzky, Kalonymos (1824–1904), russischer Agronom, Philanthrop und Zionist
- Wissowa, August (1797–1868), deutscher Klassischer Philologe und Gymnasialdirektor
- Wissowa, Felix (1866–1917), deutscher Historiker und Bibliothekar
- Wissowa, Georg (1859–1931), deutscher Klassischer Philologe und Religionswissenschaftler
- Wißpeintner, Karl (* 1946), deutscher Ingenieur, Unternehmer und Politiker
- Wissting, Gustav (* 2005), schwedischer Skirennläufer

### Wist
- Wistar Shaw, John Valentine (1894–1982), britischer Kolonialbeamter
- Wistar, Caspar (1761–1818), US-amerikanischer Arzt und Anatom
- Wisten, Fritz (1890–1962), österreichisch-jüdischer Schauspieler und TheaterregisseurFritz Wisten (1890–1962)

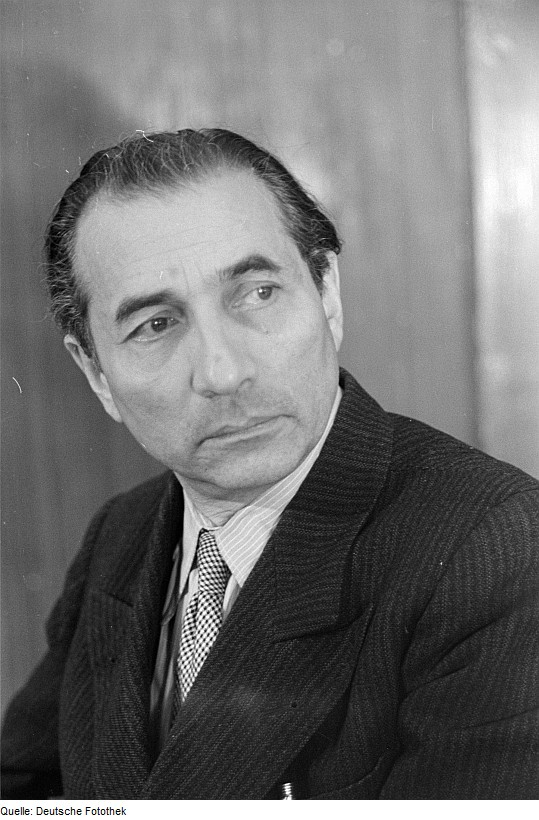
Fritz Wisten (1890–1962)

- Wisten, Susanne (1924–2019), deutsche Schauspielerin
- Wister, Owen (1860–1938), amerikanischer Schriftsteller
- Wister, Sally (1761–1804), britisch-US-amerikanische Tagebuchschreiberin
- Wistert, Al (1920–2016), US-amerikanischer American-Football-Spieler
- Wisthaler, Max (1820–1892), deutscher Theaterschauspieler
- Wisting, Oscar (1871–1936), norwegischer Polarforscher
- Wistingausen, Anfissa Wladimirowna (* 1999), russische Schauspielerin
- Wistinghausen, Alexandrine von (* 1850), deutsch-baltische Landschaftsmalerin
- Wistinghausen, Almar von (1904–1989), deutsch-baltischer Adliger und Landwirt
- Wistinghausen, Friedrich Wilhelm von (1777–1840), deutsch-baltischer Adliger, Kaufmann, Unternehmer und russischer Hofrat
- Wistinghausen, Henning von (* 1936), deutscher Diplomat
- Wistinghausen, Karl Alexander von (1826–1883), deutsch-baltischer Mediziner und russischer Kammerherr
- Wistinghausen, Kurt von (1901–1986), deutsch-baltischer Adliger, Theologe und Autor
- Wistinghausen, Martin (* 1979), deutscher Komponist
- Wistinghausen, Reinhold von (1863–1939), deutsch-baltischer Adliger, Mediziner und Mitbegründer der estnischen Ärztegesellschaft
- Wistinghausen, Rudolf von (1905–1981), deutscher Diplomat
- Wistinghausen, Walter von (1879–1956), deutsch-baltischer Schriftsteller und Schauspieler
- Wistrich, Harriet (* 1960), britische Rechtsanwältin und Frauenrechtlerin
- Wistrich, Robert S. (1945–2015), israelischer Historiker
- Wistuba, Andreas (* 1967), deutscher Botaniker
- Wistuba, Engelbert (* 1953), deutscher Politiker (SPD), MdB
- Wistuba, Hardy (1925–2010), chilenischer Maler deutscher Abstammung

### Wisu
- Wisunt, Bischof von Säben
- Wisurich von Passau († 777), Bischof von Passau (770–777)
- Wisut Milan Jultanu (* 2003), deutsch-thailändischer Fußballspieler

### Wisw
- Wiswe, Hans (1906–1987), deutscher Lehrer, Historiker, Volkskundler und Philologe
- Wiswe, Klaus (* 1955), deutscher Politiker (CDU)
- Wiswe, Mechthild (1938–2017), deutsche Volkskundlerin, Autorin und Lokalhistorikerin
- Wiswede, Günter (1938–2020), deutscher Soziologe und Sozialpsychologe
- Wiswedel, Artur (1913–1989), deutscher Unternehmer und Braunschweiger Kommunalpolitiker
- Wiswedel, Elke (* 1971), deutsche RadiomoderatorinElke Wiswedel (* 1971)

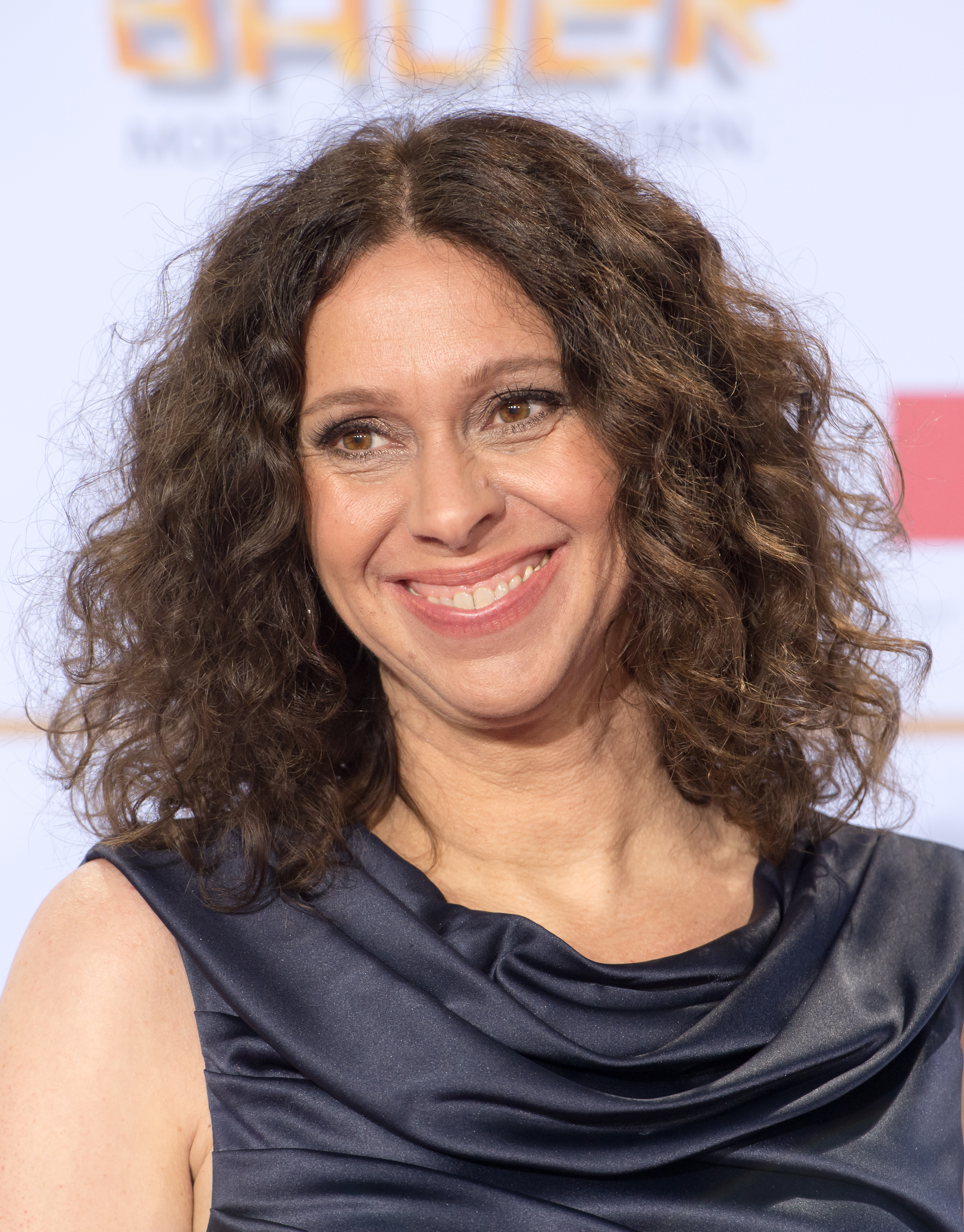
Elke Wiswedel (* 1971)

### Wisz
- Wiszewski, Przemysław (* 1974), polnischer Historiker
- Wiszkoczil, Rudolf (1870–1925), österreichischer Architekt
- Wiszkowski, Rudolf (* 1928), deutscher Maler und Zeichner
- Wiszniewska-Białecka, Irena (1947–2018), polnische Juristin und Richterin am Gericht der Europäischen Union
- Wiszniewski, Zbigniew (1922–1999), polnischer Komponist und Musikpädagoge
- Wiszowaty, Andrzej (1608–1678), polnischer Unitarier, Philosoph und Theologe